# フリージング (漫画)
『フリージング』は、原作：林達永、作画：金光鉉による日本のお色気漫画作品。『コミックヴァルキリー』（キルタイムコミュニケーション発行）にて、2007年3月号より連載中。2011年と2013年にテレビアニメが放送された。
外伝の『フリージング ファーストクロニクル』が同誌の2011年11月号から2012年3月号（Vol.36）まで連載された。また、サブキャラクターの過去に焦点を当てたアナザーストーリー『フリージングZERO』（フリージング ゼロ）が同誌の2012年5月号からコミックヴァルキリーWeb版33号まで連載された。サブキャラクターのパンドラとリミッターの馴れ初めなどを描いた『フリージング ペアラブストーリーズ』も有料配信された。

## あらすじ
人類を襲う「異次元体」との戦いで姉・アオイ＝カズハを失った少年・アオイ＝カズヤは、異次元体対応作戦学校「ゼネティックス」へ編入する。そこは未知の敵との戦いに備え、姉と同じ「パンドラ」と呼ばれる少女達がしのぎを削る学園であった。そこで出会ったパンドラの1人・サテライザー＝エル＝ブリジットにカズハの面影を感じたカズヤはサテライザーに思わず抱きつくが、模擬戦中だった彼女はそれが原因で負けてしまう。カズヤは罪悪感を抱きつつもサテライザーに興味を持ち、ゼネティックス内で敵の多い彼女に関わっていく。

## 登場人物
※声優はテレビアニメ版 / アプリゲーム『エクステンション』のもの。1人だけの記載の場合は、テレビアニメ版の声優を示す。

### 主要人物
サテライザー＝エル＝ブリジット（Satellizer el Bridget）
声 - 能登麻美子 / 戸松遥
本編の女性主人公。2年生。17歳。学年順位2位（本来ならば1位だったがカズヤ乱入のため2位に）。身長168センチメートル・体重58キログラム。スリーサイズ：B90 W56 H85。血液型：A。出身国：イギリス。
金髪に青い瞳、眼鏡をかけた美少女。冷徹な性格と他人に触れられることを極度に嫌う性質から、「接触禁止の女王」の異名を持つ。
ゼネティックスの企業母体である軍事複合企業エル＝コーポレーションの令嬢だが、実際は妾の娘。異母姉バイオレットとの仲は良好だったものの、異母弟ルイスの異常な執着・愛情からの虐待により、他人との接触を本能的に拒絶するという人格が形成された。
それにより、かつて在籍していたイーストゼネティックスではリミッター候補を再起不能になるまで痛めつけ、1年の謹慎を経てウェストに編入することとなった。
洗礼やイレインバーセットなどの戦闘に重要な儀式も、「体を舐めまわすようなあの感覚が不潔」と拒み続けている。他人に触れられると抵抗できる場合には剣と制裁でかもって対応しているが、なぜかカズヤだけには嫌悪感が無く、せいぜい振りほどくか、すっと離れて顔を赤らめる程度。人間関係が苦手がゆえに、先輩生徒らの怒りに触れることもあり、彼女らに裸体姿にされたり、腹部を殴られたりといじめや制裁を幾度も受けている。
その実態は少し潔癖性で独占欲の強い女の子。カズヤの「初部屋入り」に際して自分を可愛く見せたくて衣装選びに時間をかけたり、ラナが呼び捨てで呼ばせていたことに対抗して、自分も愛称の「サテラ」で呼ぶよう迫っているなど、恋する乙女のような一面も見せ、ラナとよく睨みあうことが多い。
イングリッド戦後、カズヤの再三の求めに応じて、「聖痕洗礼を行なわないこと」を条件に彼をパートナーとした。洗礼なしであることから周囲には「リミッター能力を利用するために、美貌と実力と悪名でカズヤを従わせている」と見なされている。アニメ版ではパンドラクィーンに選ばれたことで立場が一変し、全校生徒の人気者となる。
物語冒頭でカズヤに抱きつかれて負けるまで2年生で無敗だったという実力は本物。カリキュラム上は3年時に修得する「加速（アクセル・ターン）」スキルも使用できる。編入後の訓練でダミーノヴァ2体を単独で片付けた。戦闘となれば非常に冷酷に振る舞い、徹底的に、無慈悲かつ残酷に攻撃を加える。剣をミヤビの胸に刺した後、抉るように動かすなど、正当防衛にしても過剰な振る舞いが多い。その凶暴なまでの不屈の闘争精神は、上記のトラウマに加え、実母との死別の際の記憶がその大きな原因となっている。ボルトウェポンは大型のブレード「ノヴァ・ブラッド」。
性格や振る舞いにそぐわず意外にも料理が得意であり、調理実習では普段は見せない様な楽しそうな表情を見せていた。バーガークイーンが大好物。借りは必ず返す主義。
特典映像ではTV本編とは異なり、上級生にも頭が上がらないほど気の弱い女性らしさをしており、そのため絡まれたり恥をかかされたりする散々な目に遭っている。
アオイ＝カズヤ
声 - 市来光弘 / 橋本祐樹
本編の男性主人公。1年生。15歳。身長169センチメートル・血液型：O。出身国：日本。
4年前、異次元体との戦いで姉を失った少年。心優しい性格。パンドラのパートナーであるリミッターとなるため、物語冒頭でウェストゼネティックスに編入した。
学内で見つけたサテライザーの後ろ姿が姉・カズハに似ていたことから思わず抱きついてしまい、彼女の敗北を招いてしまう。以後、彼女に対して贖罪の意識を抱くうちに、ノヴァの争いの渦中に巻き込まれる彼女を放っておけなくなっていき、パートナーに志願する。
普段は意識していないが、有事となるとイレインバーセットなしでフリージングを駆使し、ノヴァレベルと見られるほどの力を持つ（その力には教官のキム、エリズや、同級生のカホ、3年のアティアやアーネットも興味を惹かれている）。また、洗礼を済ませることなく複数のパンドラを相手にまとめてイレインバーセットを行わせることまで可能。これは彼が姉と同様に「聖痕体」と呼ばれる特異体質者であるが故のもの。彼の場合、骨格の30%が「聖痕」組織で構成されている、生まれながらの聖痕体。ゆえに、移植を受けなくとも能力が使え、欠片とは比べ物にならないほどの大きさゆえに能力の力量も高い。反面、能力の大きさに精神が対応できておらず、戦闘後に意識を失ってしまうことも多い。後にこの体質は、実の祖母であるマリア＝ランスロットからの遺伝であることが明らかになる。
ラナ＝リンチェン（垃娜 林沁）
声 - 花澤香菜 / 雨宮天
2年生。年齢不詳。実力は時にサテライザーやガネッサを圧倒するほど。身長164センチメートル・体重50キログラム。スリーサイズ：B81 W56 H84。血液型：O。出身国：チベット。好物はパスタ。下着として胸にサラシを巻き、ふんどしを締めている。
チベットからの留学生。故郷で見つからなかった運命の殿方（リミッター）を見つけるべく、ウェストゼネティックスにやってきた。
カズヤが街でゴロツキ(アニメ版では2年のオードリー、トリス、タケウチ)に絡まれているところを助けたのが縁で知り合い、親しくなる。その後、パンドラとしての基礎を学ぶために2年生に編入される。
ボルトウェポンは四肢に装着するグラブとブーツ「四念」。
聖痕を持ち生まれてきた「タイプ・マリア」。既にパンドラとして聖痕は何年もの熟成を経ているが、基礎を学ぶために2年生に編入された。年齢も他の同級生より上。
正義感が強く、ほぼすべての相手に丁寧に振舞う。常に「～であります」と語尾につける独特の口調で話す。山村に住んでいたこともあって、都会などの一般社会の常識に欠ける一面も。
専属リミッターを探す中、フリージングを使ったカズヤをその相手と見定め、口説きにかかる。だが、彼がサテライザーと訳ありで組んでいると聞き、彼女への対抗を始めた。その後、アティアに「サテライザーはカズヤを利用するだけ利用して捨てるつもり」と唆され、彼女に決闘を申し込む。その勝負がすべて仕組まれた物と知った後は和解したものの、カズヤを取り合うライバル関係となり、最終的にサテライザーに次ぐ「2番目」の立ち位置で納得するようになった。
聖門八極拳という拳法の使い手で、5m以上の射程を持つ遠距離技「空牙」、密接した間合いから放つ「炎牙」などの技を持つ。

### ウェストゼネティックス

#### パンドラ

##### 3年生
シフォン＝フェアチャイルド（Chiffon Fairchild）
声 - 井上麻里奈 / 阿澄佳奈
3年生。17歳。学年順位1位。身長166センチメートル・体重54キログラム。スリーサイズ：B82 W56 H83。血液型：AB。出身国：カナダ。趣味は昼寝。好物はシフォンケーキ。
ウェストゼネティックス生徒会長。
周囲に動きを察知させない「イリュージョンターン」を駆使し、無敗を誇る実力者。世界の全3年生で最も強い5人の内の一人であり、「不世出の怪物（モンスター） 」「化け物」の異名を持つ（ただし、故意か天然か不明だが本人はルックスでそう呼ばれていると思って嘆いていた）。同じ3年生からも畏怖の対象とされているがサテライザーの凶暴さには苦手そうな態度を見せ、よくティシーの後ろに隠れて周囲を呆れさせていた。
普段は笑顔を絶やさず面倒見もよいが、天然ボケらしき面も持ち合わせているかと思えば時に厳しい現実論も述べるなど、その性格、実力共に掴み所がない。カホやアーサーと同じく、サテライザーと関わるカズヤのことを心配している。カズヤの良き理解者。
実は1年生としての編入時には予定よりも一週間も遅れてゼネティックスに編入しており、編入時の彼女はマーガレットから当時のアーネットと並んで問題児と見られていた。
彼女の目はいつも微笑んでいるような細目をしており、どんな目つきをしているのかは謎であった。そのためサテライザーから「のん気な細目」と皮肉られるが、自ら「私の目はずっと笑ったまま」と語っていた。Ｅパンドラ事件や第11次ノヴァクラッシュでついにその真の姿を見せた時、その瞳はマリア＝ランスロット、ノヴァと同じ、人類とは違うものであった。
Eパンドラの反乱事件ではシュバリエ側に付く姿勢を示しエリザベスに軽蔑されながらも、自分に反発したサテライザーとラナを圧倒的なまでの実力で倒す。さらに、ノヴァ化したアミリアと戦い、生死不明となった。
その正体は通常のパンドラを数百倍上回る究極の対ノヴァ戦闘兵士レジェンドパンドラの一人。
ペアラブストーリーズではティシーを任務と称してクラブに連れて遊びに出るなど振り回したこともある。なお、前述のルックスについては立ち寄ったクラブで注目を浴びており、充分良いことがうかがえる。
リミッターはユジン。ボルトウェポンは二の腕までを覆う鋭い爪の付いた巨大な篭手「アンチノヴァ・トライアルバージョン」。
ティシー＝フェニール（Ticy Phenyl）
声 - 内田彩 / 逢田梨香子
3年生。17歳。学年順位3位。身長167センチメートル・体重53キログラム。スリーサイズ：B83 W57 H85。血液型：AB。出身国：フィンランド。趣味は亀の世話。好物はブルーベリーパイ、鹿の肉料理。
「質実剛健の懐刀」の異名を持つ。唯一エリザベスの支配を受けず、生徒会役員として、そしてシフォンの親友兼片腕として、シフォンの傍らで行動を共にする黒髪ロングヘアのパンドラ。にこやかで、シフォンと同様に滅多に実力を見せることはないが、シフォンに仇なす者には冷酷な貌を覗かせる。入学直後のカーニバルでこそボルトウェポンすら出さずにゼロポイントで終えたが、シフォンとの友情が芽生えた後は、マリンやアーネットを打ち破るまでになった。
Eパンドラ計画凍結後、行方不明になったシフォンに代わり生徒会長に就任する。この時、髪型も彼女と同じものに変え、会長という責任感から規律を重んじる冷徹な態度をとるようになったが、演習中に起こった第12次ノヴァクラッシュにおけるシフォンの幻影との邂逅を通して覚醒。帰還したエリザベスに会長の座を移譲し事態の収拾に当たった。
ペアラブストーリーズでは自由奔放なシフォンにやや振り回されがちな様子が描かれ、またアベルと出会った二年のころはシフォンのペット呼ばわれされていた。ZEROでも同様に番犬や忠犬と揶揄されたこともある。同作では内気であり、男に絡まれて怯えるが、鼠に驚いて思わず地面をたたき割ってしまう等、シフォンとは別の意味で暴走しやすかった。
リミッターはアベル。ボルトウェポンは大剣「ギガンテス・グレイヴ」。
エリザベス＝メイブリー（Elizabeth Mably）
声 - 甲斐田裕子 / 佐藤聡美
3年生。17歳。学年順位2位。身長168cm・体重54kg。スリーサイズ：B84 W53 H85。血液型：B。出身国：イギリス。趣味は映画観賞。好物はフィッシュ&チップ。
サンディブロンドのロング。大財閥メイブリーグループの令嬢という正真正銘のお嬢様。「神算鬼謀の執行者」の異名を持つ。冷静かつ明晰な頭脳を持ち、SSS（スティグマ・サテライト・システム）による遠隔攻撃を得意とする。一方で、近距離や視界の悪い中での戦いにおいても優れた力を発揮し、ボルトウェポン無しでも非常に高レベルな戦いをする実力者。原作ではアティアやイングリッドが歯が立たなかったノヴァフォームのパンドラ2人に完勝し、アニメでは4年のミレーナを二撃で一時的に戦闘不能にする程の実力を見せ、全ゼネティックス3年最強の5人のパンドラ達からも「ウェポン無しであのレベル」、「あれでも3年の2位」、アニメ版でシフォンから「最強5人に次ぐ実力」と言った評価をされる程である（ただし、本人はシフォンの評価に対して自身よりホーリーの方が実力は上と述べている）。
一見、冷酷で非情に見えるが人望は厚く、特に同じ3年生からは多大な信頼と敬意を集め、3年を取り仕切る中心人物である。Eパンドラ計画の最中に起こった事件を契機に独自行動を起こすが、それがシュバリエに知られ、実家が取り潰しに遭うだけでなく自身も拷問を受け、一時期精神を病んでしまう。しかしアミリア達が反乱を起こすと同時に正気を取り戻し、神経麻痺という後遺症を抱えながらもシュバリエに反旗を翻す。Eパンドラ計画凍結後はアンドレと共にゼネティックスを休学するが、第12次ノヴァクラッシュ時に復帰。ピンチに陥っているティシーを助け、彼女から一時的に委譲された生徒会長権限で生存者救助を指示した。
いつもプールは全裸で泳いでおり、理由は不明である。
リミッターはアンドレ。
イングリッド＝バーンシュタイン（Ingrid Bernstein）
声 - 小清水亜美 / 藤田昌代
3年生。17歳。学年順位7位。身長165センチメートル・体重54キログラム。スリーサイズ：B84 W58 H82。血液型：O。出身国：ドイツ。好物はビール。趣味はドラマ鑑賞。
物静かな人物。赤毛のストレートロングヘア。「秩序の守護者」の異名を持ち、その名の通り秩序を守ることを最大の信条としており、やや融通の利かないタイプ。ゆえに、ルールや規律を軽んじる者には容赦がなく、ミヤビの様に男遊びに興じる者に対しても「不愉快」と断じている。
そのミヤビがサテライザーとの私闘で敗北した後、アティアの言葉でサテライザーに制裁を申し入れ対峙することになる。3年ランク7位は伊達でなく、リミッターなしでも圧倒し、そこにリミッターのレオまで加わったが、カズヤのフリージングで形勢が逆転する。パンドラモードで無理矢理押し込むが、効力を増したカズヤのフリージングに倒れ、活動限界を迎える。なおも戦闘を続けようとしたところで、割って入ったカズヤに説き伏せられ戦意を失った（アニメ版では、ガネッサも加わっている）。
1年前、ノヴァとの戦闘で親友マリンを失っており、そのことが彼女の秩序信奉（というより盲信）のきっかけとなった。本人は殉職者を出さぬためだと発言していたが、カズヤには「ルールに拘りすぎであり、マリンの意思を鑑みていない無意味な執着である」と断じられた。サテライザー戦後、マリン小隊だった後輩からマリンの最後の命令、意思を聞かされ、その真の思いを知った。なお、イングリッドの学年順位7位は、親友マリンが生前最後に達していた順位である。
リミッターはレオ。ボルトウェポンは刃と一体化したトンファー「ディバイン・トラスト」。
前述の通り堅物な性格ではあるが、レオの前だと少し表情が柔らかくなることが時々ある。
アティア＝シモンズ（Attia Simmons）
声 - 植田佳奈 / 春名風花
3年生。17歳。学年順位6位。身長152センチメートル・体重41キログラム。スリーサイズ：B72 W51 H74。血液型：B。出身国：イタリア。趣味はジョギングとボードゲーム。
「魔性の策士」の異名を持つ。
実年齢より年下に見える小柄な美少女。銀髪のロールヘアが特徴。誰とも馴染まず上級生とも問題を起こすサテライザーを目の敵にし、彼女を陥れるべく策動を続ける。逼迫した状況となるまで、自ら積極的に手を下すことは少ない。身長が低いことを非常に気にしており、毎日牛乳を飲んで身長を伸ばそうと努力している。
サテライザーとラナの驚異的な力を目の当たりにし、シフォンに止められた後は、2人にちょっかいを出すことはなくなった（原作では、カズヤの強力なフリージング能力にも目を光らせている）。しかし、第10次ノヴァクラッシュ終結後のディナーパーティーでエリザベスと酒飲み対決をするサテライザーに90度を超える特製カクテルを飲ませてエリザベスを勝たせようとするなど、少々姑息なことをしている。
アニメ版ではサテライザーにパンドラクィーンを競う挑戦を申し込んできた。自身は3位でサテライザーが1位という結果になってしまい、表彰式の時、彼女に大恥をかかせるという腹黒さを見せる。
リミッターはマーク。ボルトウェポンは「エレガンテ・クォレ」。形状は鎖でつながれたトゲ付の鉄球で、それを振り回して戦う。
アーネット＝マックミルラン（Arnett McMillan）
声 - 浅川悠 / 田中美海
3年生。17歳。学年順位4位。身長164cm・体重51kg。スリーサイズ：B82 W54 H85。血液型：O。出身国:スイス。趣味はガーデニングと芝刈り。好物はスライスチーズ。
紅髪で、跳ねた横髪とポニーテールが特徴。他の多くのパンドラ達が貴族階級や名家出身なのに対し、いわゆる平民出身という身分差を理由に陰湿な虐めを受けていた。また、学園の生徒内における序列ルールを軽んじために先輩たちから粛清を受けたりと、当初は浮いた存在であり、後に友人ともなるアティアやエリザベスとも反目していた。特にエリザベスとは身分差による自分の一方的な誤解が解けてからは固い友情で結ばれており、シフォンの方を慕っているティシーへ対峙する姿は、マリンから「愛故か」と表現される程。
所々間延びした喋り方をし、挑発的でサディスティックな態度を見せる反面、情や恩に篤く、快活でサッパリした性格の持ち主でもある。やや喧嘩っ早い性格のため「狂犬」等と恐れられることも少なくはないが、その素顔を知る学生等からは人気を集める。
聖痕適合率は80%超えという高さであり、3年生の中でも並外れたアクセルターンの使い手で、初対戦では同じアクセルタイプのサテライザーを赤子同様に扱う圧倒的実力を見せつけている。｢斬撃のトリックスター」の異名にふさわしい学園有数の実力者。その実力と人格は、シフォン、エリザベスが学園を去った後、仲間に自然に次のリーダーと認められるレベルであり、本人もその資質を見せはじめてゆく。
2年次の小柄なクレオを抱き枕にするなど気に入っていたが、彼女の小柄な体格をネタに笑っていると実力で威嚇されて黙らされることがあった。また、クレオの身長が現在に至った時は、お気に入りであったクレオを奪ったとしてゴロウを泥棒呼ばわりして文句を言っていた。
リミッターはモリソン。ボルトウェポンは大鎌「サイスマキナー」。
クレオ＝ブランド（Cleo Brand）
声 - 橘田いずみ / 田辺留依
3年生。17歳。学年順位5位。身長173cm・体重58kg。スリーサイズ：B84 W56 H82。血液型：O。出身国：ドイツ。好物はギロス。趣味はボクシング。
硬派な性格でスポーツマンな一面も見せる。褐色肌で、銀の跳ねっ毛なショートヘア。
孤児院育ちで、ゼネティックス2年までは周囲よりも成長が遅れ非常に小柄だった。そのため、後輩からは同級生に間違われ、同級生や先輩には着せ替え人形扱いされるなど、更にはアーネットに抱き枕にされるなど散々な目に遭っており、体型にコンプレックスを抱いていた。ゴロウと組んでからはそれまでジャンクフード漬けだった食生活を改善したこともあり、3年進級時には現在の体型になった。ペアラブストーリーズでおまけとして描かれた四コマ漫画ではジャンクフードへの中毒染みた執着がネタとされていた。
「電光の鉄槌」の異名を持つ。ラナと同様の格闘タイプであり、テンペストターンの使い手。最小の動作から繰り出される打撃は、スキを生み出さないと同時に、避けきれない確実なダメージを与える。一撃一撃は大きなダメージを生む訳ではないが、テンペストターンによる同時攻撃は峻烈な威力を発揮した。
リミッターはゴロウ。ボルトウェポンはグラブ型の「インフィニティファング」。
カンナヅキ＝ミヤビ
声 - 桑谷夏子 / 平岡みなみ
3年生。17歳。学年順位15位。身長160センチメートル・体重50キログラム。スリーサイズ：B85 W54 H84。血液型：O。出身国：日本。好物は豆カン。
公称として「新入りリミッター喰い」の異名を持つ美少女だが、自らを「貞操の解放者」と称し、洗礼を誘い文句にして複数の男子生徒と性行為に興じる学園でも有名なヤリマン。
肉体関係を築いた男子生徒はリミッターとして手下の様にはべらせているが、一部の生徒からはそんなリミッター達を「ひ弱なボーイフレンド」と嫌味に評されている。
ボルトウェポンは複数のダガーを同時に操り、遠隔攻撃も可能な『ホーミングダガー』。遠距離からの攻撃や支援において真価を発揮するタイプで、ミヤビが複数のリミッターと洗礼による関係を築いているのも、リミッターによる同時フリージングとの相乗効果を考慮したもの。そのため複数のリミッターとの洗礼を試すことは学園側からも特例として認められているが、彼女はそれを男漁りの口実にしており、その行為はイングリッドからは｢不愉快｣と断じられている。
カズヤとも関係を迫ったことでサテライザーとの私闘に発展。序盤から戦いを優位に進めるも、サテライザーに対して性的な辱めを行ったことがカズヤの逆鱗に触れ、形勢が逆転。サテライザーの反撃によって大の字に倒されたままラッシュを受け、必死の命乞いも無視され、最後はボルトウェポンによって胸を貫かれて敗北した。
入学当初はエリザベスやアーネットに並ぶ注目株で、1年春のカーニバルの成績はアーネットに次ぐ3位。その次のカーニバルでもエリザベスとアーネット二人を相手に苦しめる程の実力をも有しており、学年1位も狙えると評されていたが、シフォンの規格外の実力の前に限界の壁を感じ、学園生活を楽しむ方向に考え方を改めた経緯がある。しかし、学年15位という実力を有するだけあり、後のウエストゼネティックス合同演習においても第3小隊の隊長に選任されている。また、他の生徒は彼女の派手な男遊びに対して陰口こそ叩くものの面と向かっては逆らえない模様。
ペアラブストーリーズでは彼女がパンドラとなる以前、屋敷の庭師だった少年がゼネティックス在籍であり、卒業後に告白をするつもりでいたが帰らぬ人となった過去がある。それ以来特定の男性に感情移入をしなくなっている様子がある。
なお、原作ではほぼ単発の登場キャラだったが、アニメ版ではその後もパンドラクイーンコンテストに参加したり、ノヴァ襲撃の際にも登場したりと、出番が大幅に増加。また、アニメ版では敬語を使うなど、ややお嬢様キャラになっている。

##### 2年生
ガネッサ＝ローランド（Ganessa Roland）
声 - 喜多村英梨 / 綾音まこ
2年生。16歳。学年順位1位（ただしカズヤ乱入の結果のため、実力は2位）。身長164センチメートル・体重52キログラム。スリーサイズ：B83 W57 H83。血液型：B。出身国：イギリス。好物はイチゴパフェ。盆栽という渋い趣味を持つ。
「束縛の天使」の二つ名を持つ名門ローランド家の令嬢で、抜群のプロポーションと毛先に向かうほどボリューミーになる赤紫色のツインテールが特徴の美少女。
基本的に明朗快活な性格ではあるが、それ以上に傲慢でプライドが極めて高く、特にサテライザーを激しく見下しており、また強い対抗意識を燃やしている。後にカーニバルの決着の続きと称した決闘をサテライザーに挑むも実力差により一度は退けられてしまう。
しかし校則違反のパンドラモードを発動することで形勢が逆転。ところが勝利確実と思われた矢先にカズヤに乱入され、それを排除したことでサテライザーが激昂。
ガネッサ同様にパンドラモードを発動させたサテライザーに一撃で撃破され、敗北。その醜態の一部始終は多くの生徒の眼前に晒され、名実ともに完全敗北した。この一件以降、学園側の指導もあってか決闘を挑むことはなくなったが、サテライザーへの対抗意識はそのままである。
第10次ノヴァクラッシュにおいてノヴァフォームとして操られたキャシーとの戦闘中、サテライザーを庇い死亡したかに思われたが、聖痕のおかげで一命をとりとめ、再生治療を受け回復する（ただし治療の代償として寿命は削られたとのこと）。彼女のその行動はサテライザーのその後の精神にも影響を与えている。アニメ版ではサテライザーが自らお見舞いに来たことに珍しげな顔を見せていた。
アニメ版では、1年前、訓練中に本物のノヴァが突如乱入する事件の際、危ういところをマリン＝マックスウェルより命を救われた生徒の一人でもあり、この事件でイングリッド＝バーンシュタインが親友マリンを失った悲しい過去を知る人物でもある（原作ではバージニアとチロルの役どころ）。また、2年生であるためハイエンドスキルが使用できないことからサテライザーやラナとの実力差は大きく、また作中に登場するのがほぼハイエンドを習得している3年生以上の上級生が多いことから戦闘力ではどうしても劣る場面が見受けられるものの、2年生という範囲内では順位相応の実力者であることは周囲からも認められている。
リミッターはアーサー。ボルトウェポンは「束縛の鎖」。
オードリー＝デュバル（Audrey Duval）
声 - 黒葛原真奈 / 綾音まこ
2年生。16歳。学年順位3位。出身国：フランス。「斬撃の乙女」の異名を持つ。プライドが高く、負けず嫌いな性格。サテライザーを敵視している。アニメ版第1話でトリスとタケウチと共にサテライザーと戦い、最後まで奮戦するも撃破された。実際には複数の生徒を相手にしても怯まず、また戦いに対する強い執念も持ち合わせている実力者ではあるが、サテライザーには遠く及ばなかった。ボルトウェポンは巨大な斧「ボルトアックス」。
タケウチ＝アイカ（竹内 愛香）
声 - 三村江里 / 吉森未沙希
2年生。16歳。学年順位4位。出身国：日本。「陶酔の銀幕」の異名を持つ。勤勉で冷静な性格をしており、暗い色気の持ち主。アニメ版公式説明では大人しいとなっているが、嗜虐趣味な性癖の持ち主。アニメ版第1話におけるカーニバルにおいてオードリーとトリスと共闘してサテライザーに決戦を挑むが、突撃役のトリスがあっけなく撃破されて自身が窮地に陥ったことで臆病になり立ちすくんでしまい、そのままサテライザーの手によってボルトウェポンごと一刀両断にされた（蘇生措置が施され存命）。ボルトウェポンの名称は「妖鎖鉄球」、形状はガネッサと同じ分銅付きの鎖。ただし束縛型のガネッサと異なり、純粋に武器として使用している。
トリス＝マッケンジー（Tris Mckenzie）
声 - 山口理恵 / 伊勢未紗希
2年生。16歳。学年順位5位。出身国：アメリカ合衆国。「双発の牙」の異名を持つ。ボク少女。男勝り型。いつも生き生きと行動しており、ニヤニヤとした笑顔が売り。その表情は戦闘においても変わらず、手傷を負いながらも、サテライザーに笑みを浮かべながら切りかかったが、反撃を受け敗北。なお、彼女のみスカートではなくホットパンツを着用している。ボルトウェポンは双剣「アロンダイト」。
バージニア（Virginia）
2年生。1年前、マリン小隊として野外訓練を行っていた時、突然のノヴァの襲撃を受け、マリンと共に分隊長として最後まで戦った。仲間が次々と倒されていく中、他の仲間を見捨てて逃げた他の1年生に対し、初めは恨めしい気持ちがあったが、マリンの「戦う意思亡きものは後退させよ」という最後の命令から、今は忘れたとのこと。レオとは仲が良いようで、ペアラブストーリーズでもいろいろあって利き手を骨折していたレオの食事補助をしようと申し出るなど彼に気があった様子である。
チロル（Tyrol）
2年生。1年前の野外訓練でノヴァの襲撃を受け、同じマリン小隊のバージニアらと共に最後までノヴァを食い止めようと奮戦した。ペアラブストーリーズではバージニアとともに利き手を骨折していたレオの食事補助をしようと申し出るなど彼に気があった模様。
アニメでは、バージニアとチロルの立場と役割は、ガネッサに置き換えられている。

##### 1年生
ヒイラギ＝カホ
声 - 大久保瑠美 / 真野あゆみ
1年生。15歳。身長158センチメートル・体重49キログラム。血液型：B。出身国：日本。
カズヤの同級生でクラス委員長。優しく明るい性格。クラスメイトのアーサーと共に編入したカズヤをよく気遣い、活発で面倒見がよい女の子。サテライザーに関わるカズヤのことを心配している（アニメ版ではパンドラクィーンがきっかけで、見方を変えている。同時に、洗礼も済ませていないカズヤが強力なフリージングを使うことにかなり興味を惹かれている）。原作ではカズヤ達に因縁をつけてきた街のチンピラ相手にパンドラらしい好戦性を見せ、拳銃弾をボルトウェポンで完璧に防ぎ相手を叩きのめすなど、1年生とはいえ人間離れしたパンドラの戦闘力を見せ付けるような場面もある。
ボルトウェポンは鉈型の双剣「デュアル･カタナ」。

##### 4年生
紫洸院 桜子（しこういん さくらこ）
4年生。ゼネティックスの4年は、有事の際は正式にシュバリエに動員される予備軍である。桜子も第10次ノヴァクラッシュにおいて、ウェスト全4年生の3分の1にあたるイーストへの援軍で、別働第2小隊の隊長として戦闘参加した。快活でリーダーシップのある4年生で、明るくポジティブな第2小隊を統率していた。2年生の時、新入生のエリザベスとアーネットをいじめる同級生をアイリンと共に制止したこともある。アニメ版ではウェストからイーストへの援軍は無く、ノヴァフォームのウェスト襲撃の際、名前だけ登場する。
アイリン＝バーネット
4年生。第10次ノヴァクラッシュにおけるノヴァフォームのウェスト襲撃の際、ウェスト残留の4年生4小隊のうち、第1小隊の隊長として迎撃を指揮した。アニメ版ではエリズ教官がその役割に置き換わっており、名前だけ登場する。

##### その他
マリン＝マックスウェル（Marin Maxwell）
声 - 笠原あきら / 伊勢未紗希
イングリッドの同級生で親友だった少女。当時の2年生第7位。秩序を重視するタイプ。聖痕と相性が良いほうではなかったが、人一倍努力し、後輩を思うがゆえに規律と緊張感を重んじる姿は、イングリッドのその後に大きな影響を与えた。
入学後のカーニバルではアーネットと対戦するも敗れ、顔に大きく負傷した。しかし、恨むこともなく、同期で対戦相手だったアーネットを気遣う姿すら見られる。
リミッターはアルバート。
物語本編の1年前の訓練中、突如として本物のノヴァが乱入し、率いていた1年生たちとともにノヴァを抑えようと奮戦。後遺症を覚悟で、未熟成な2年生の聖痕で肉体の限界までアクセルターンを連発していた。しかし、アルバートが倒されてしまったことで経験の浅い1年生たちは恐慌状態に陥り、次々と逃走。当初は陣形を崩すなと命じたが、最後には後輩たちを一人でも多く生き残らせるべきだと思い直し、戦意がなくなった者の後退を許していた。ギリギリまで戦闘を続けるも、ノヴァに胴を両断され、戦死。この一件は、最期の瞬間を看取ったイングリッドの心に深い傷跡を残している。
フェリス＝モハビ（Felice Mojave）
外伝に登場。現3年生の同期生で、入学直後のCクラス(落ちこぼれクラス)のリーダーだった。同級のティシーに執拗ないじめを繰り返し、ティシーと親しいシフォンとの仲を裂こうと画策する。

#### リミッター
アーサー＝クリップトン（Arthur Crypton）
声 - 岡本信彦
1年生。15歳。
カズヤの同級生。学生寮では隣室に住んでいる。陽気な性格。ガネッサのリミッターでもあり、彼女を慕っている。アニメでは若干お調子者になっている。
ガネッサに献身的であり、周囲の目を気にせず尽くしている。
カホと同じく、サテライザーに関わるカズヤのことを心配していて、過去にリミッターを再起不能にまで追い込んだことをカズヤに話した（アニメ版ではパンドラクィーンがきっかけで、見方を変えている）。
レオ＝バーナード（Leo Bernard）
声 - 椎橋和義
2年生。イングリッドのリミッター。真面目で礼儀正しい性格。戦闘時は的確な判断力でイングリッドをサポートする。マリンのリミッターであったアルバートとは生前同じクラスで仲も良かった。
アンドレ＝フランソワーズ（Andre Francoise）
声 - 霜月紫
2年生。エリザベスのリミッター。髪の毛を後ろで束ねている。エリザベスの執事を担っている。時には“エリー”と呼ぶこともある。控え目で冷静な性格だが、Eパンドラ計画を巡る事件でエリザベスが拷問によって精神的ダメージを受けた際には取り乱していた。そしてエリザベスが意識を取り戻すと同時に、彼女と共にEパンドラ達を助けるため行動を共にする。シャルルとの戦いでは、負荷により体が壊れるのを覚悟で全力でフリージングを使い、エリザベスの勝利に貢献する。しかし視力を患い、ゼネティックスを休学する。
ユ＝ジン（柳 眞）
声 - 岩瀬周平
2年生。シフォンのリミッター。シフォンを「お姉ちゃん」と呼んでいる。アンドレと仲が良い。しかしシフォンを侮辱するものは、たとえアンドレであっても許さない。
アニメ版第2期では、アンドレと共にカズヤを助けるという活躍し、その後にシフォンとイレインバーセットを行い、ダミーノヴァと闘う。
マーク＝アントニー（Mark Antony）
声 - 葵海人
2年生。アティアのリミッター。イタリア出身の穏やかな顔をした好青年。アティアとの関係はとても良く、彼女が危機に陥った際自らを盾にして彼女をかばっている。
ペアラブストーリーズではアティアとの邂逅が描かれ、自分をリミッターにしようと色々な作戦行動をしていたアティアに気づきながら「うろたえる先輩の姿が可愛かったからです」とわざと空回りになるよう振舞うなど、アティアを上回るほどの腹黒さを見せている。また入学筆記試験1位と成績優秀であることが判明。
モリソン＝アベベ（Morrison Abebe）
声 - 中山征俊
2年生。アーネットのリミッター。
アベル＝ロトマスター（Abel）
声 - 丸山竜一
2年生。ティシーのリミッター。
ペアラブストーリーズではティシーとの出会いが描かれた。クラブで男達に絡まれていたティシーを助けたのがきっかけであったが、その日は誤解したシフォンに蹴られるという最悪の展開であった。その後、彼女をデートに誘うなどをして花束と共に告白し、晴れてパートナーとなる。
イツキ＝ゴロウ
声 - 丸山竜一
クレオのリミッター。身長190cmを超える巨漢。複数の姉がいる女所帯で育ったことで、年上の女性に近付くと鼻血を噴き出して倒れるという「年上恐怖症」を患っていた。しかし、入学当初に出会ったクレオは年上に見えなかったため症状が現れず、お互いのコンプレックス克服のためパートナーになった。その1年後には恐怖症を克服している。尚、成長については彼によってクレオの食生活が厳しく管理されたためである。
アルバート（Albert）
故人。マリンのリミッター。レオとは生前同じクラスで親友同士であった。優しく真面目な性格でマリンとの相性も非常に良かった様子。物語本編の1年前の訓練中、突如として出現した本物のノヴァとの戦闘でマリンと共に隊をまとめ彼女を全力でサポートするが、ノヴァの攻撃を受け殉職する。

#### 教員・教官
シスター＝マーガレット（Sister Margaret）
声 - 高橋理恵子
学園の校長。温厚でおおらかな女性。
キム＝ユミ（金 由美）
声 - 渡辺明乃 / 平岡みなみ
カズハの戦友。23歳。身長164センチメートル・体重55キログラム。B:95・W:58・H:85。血液型:B型。出身国：韓国。好物はキムチ鍋。特技はピアノ演奏。エリズと同様に「ナンバーズ」の一人であり、すでに退役している。ショートカットの跳ねっ毛。冷静沈着な性格をしており、冷たい雰囲気を漂わせている。物理教師と訓練教官を兼ねている。
現在はウェストゼネティックスの指導教官として後進に当たっている。ボルトウェポンは月狼。
カズハは彼女にとって大きな存在であり、それが嵩じてカズハの弟であるカズヤのことを自分の弟のように非常に気にかけている。
ミヤビとの戦闘における過剰行為を咎められ、懲罰として独房に入れられていたサテライザーとの面会時に、ミヤビの無事と懲罰期間の終了を告げる。そして彼女にゼネティックスの教師として次は無いと釘を刺す。
だがサテライザーの反省の色の見えない一言に激怒、カズヤを巻き込んで何かあれば殺してでも償わせると宣言する（アニメ版では、そういった描写はなかった）。
エリズ＝シュミッツ（Elize Schmitz）
声 - 水沢史絵 / 杉村ちか子
カズハの戦友。23歳。身長175センチメートル・体重60キログラム。B:73・W:55・H:82。血液型:AB型。出身国：ドイツ。好物はステーキ。特技はビリヤード。栗色の髪の毛をポニーテールにしている。第8次ノヴァクラッシュで活躍した4人のパンドラ、「ナンバーズ」の一人。現在は退役し、ウェストゼネティックスの保健医を務める。
明るくおおらかな女性だが、辛辣な一面もある。ボルトウェポンはドッペルゲンガー。
退役したとはいえ、その実力は健在。騒ぎを起こしたサテライザーをキムと共に制する場面も見られた。
イ＝スナ
声 - 斎藤楓子 / 真野あゆみ
現役シュバリエ最強、つまり世界最強のパンドラ。普段は温厚な人格者だが戦闘の際には挑発的で好戦的に振る舞う。オフの時は源吾のハウスメイドをして家事を担当し、メイドの月給も貰っている。
母親的な立場から、Eパンドラ計画には反対の意思を示している。Eパンドラのクーデター騒動時に源吾と共に事態の収拾を図るために派遣され、さらにはアラスカに出現したノヴァを迎え撃つパンドラ達の指揮も執る。指揮の際には他の小隊長とは異なりデコイ等といった作戦ポジションは指示せず各パンドラの自由意志によって戦闘をさせる方法を取る。本人曰く「デコイなんて回りくどいことはしない」。
ヴァルキリー公開直後、新設の第13小隊隊長に就任し、ヴァルキリー、サテライザーら所属隊員の指揮と指導にあたる。
レナード＝シュヴァイツァー
教頭。作戦指揮官。制服軍人。第10次ノヴァクラッシュにおいてノヴァフォームのウェスト襲撃の際、ウェスト本館の作戦指揮統制室で迎撃全体を指揮した。ノヴァフォームの存在に驚愕し、マーガレット校長にその正体の推測を聞かされ怖れを見せていた。アニメには登場せず、その役割はキム＝ユミ、エリズの教官2人に置き換わっている。

### イーストゼネティックス
キャシー＝ロックハート（Cassie Lockheart）
声 - 釘宮理恵 / 高野麻里佳
3年生。17歳。学年順位1位。身長:165cm。体重:50kg。B:83 H:55 W:88。血液型:O型。出身国:アメリカ。趣味は読書と小説執筆。好物はコーラ。
優しく純情な性格で、常に年下にも丁寧語で話す。英痕を持つパンドラの1人であり、全ゼネティックス3年生中最強の5人にも数えられる実力を持っている。だが本人は父の望みと家名を守るためにパンドラになっただけであるため、戦う意味を見出すことができていなかった。過去、イースト校内でのサテライザーとの戦闘で、本当の強さを持たない自分は本質的にパンドラに向いていないと感じ、卒業後は静かに予備役的な立場に去り、愛する人と家庭を持つような平凡な生活に入るつもりであった（アニメ版では、目標としていた小説家になろうとしていた）。
誰にもなしえなかった4重加速（クワトロフルアクセル）を使いこなし、「神速」の異名を持つ。クワトロフルアクセルは2年の時点で既に習得しており、当時イーストで事件を起こしたサテライザーをそれで沈黙させた。また単なるスピード戦法だけで無く、アクセルターンを応用することでテンペストターンのような分身体を擬似的に作り出すなど、高い応用力も持っている。シフォンらと並んでその実力、極めて高い聖痕・英痕適合率から「天才」と呼ばれ、その将来は周囲から格別の期待をされている。
第10次ノヴァクラッシュにおいて、補充部隊の1つ、先輩のミレーナ率いる第8小隊のフィニッシャーとして初の実戦参加をする。だが部隊は、ノヴァの光線砲の一撃で半壊、さらには侵食融合を次々に受ける。どちらも、かつて前例の無い攻撃方法であった。ついにはミレーナまでが侵食融合され、それに目を向けた隙にキャシー自身も攻撃を受け、ノヴァに融合され取り込まれてしまう。同じく取り込まれた他のイーストのパンドラ達と共に、ノヴァフォームとなってノヴァに操られウェストゼネティックスを襲撃。ミレーナと共に、アーネットと交戦しながらレベンスボルン入口に突入、サテライザー、ガネッサらとも接敵する。全力のサテライザーが抵抗一つできない程の実力差を見せ、彼女らを一蹴。ミレーナがレベンスボルンに入った後、捨て身で聖痕を著しく活性化させたサテライザーと、カズヤのフリージング相手に、クワトロフル・アクセルを全開して一進一退の戦いをする。サテライザーにノヴァの聖痕を傷つけられたことで半ば正常な意識を取り戻すものの、父から強制された最強であらねばならないという強迫観念にも似た感情をノヴァに増幅され、光線砲を発射。サテライザーをかばったガネッサを屠る。それに激昂しキャシー同様ノヴァフォームと化したサテライザーとの戦いで、両腕を切断され、ノヴァの聖痕を引き千切られ、ついに止められた。そのまま自ら死を望んだものの、カズヤに説得され理性を取り戻したサテライザーに助けられた（ガネッサも聖痕により奇跡的に蘇生した）。
その後、両腕の再生治療を受け、Eパンドラ計画の招集にも応じるが、未だ小説家になる夢を諦めてはいない。Eパンドラ計画に対しては懐疑的だった。リミッターである恭一とは相思相愛となり、アラスカでサテライザー達と再会した時にはバカップルぶりを披露していた（アニメ版では恭一の出番は少ないため、彼の告白を受けたかどうかは不明）。Eパンドラ事件の時は、命の恩人であり信頼する仲間であるサテライザーに加勢。ユリアに挑む。
その後、ヴァルキリーを含んだ第13小隊メンバーとして、リミッターと共にウェスト・ゼネティックスに配属となる。
リミッターは水瀬恭一。ボルトウェポンは一対のブレード、原作では無名だったがアニメ版で「ファルシオン」という名称が付けられた。
水瀬 恭一（みなせ きょういち）
声 - 遠藤広之
2年生。16歳。出身国：日本。キャシーのリミッター。実直で優しい好漢。キャシーに告白するも、その日に起こった第10次ノヴァクラッシュにてキャシーの戦死を目の当たりにし、戦意喪失。アレックスに再洗礼を促され、キャシー以外の誰とも洗礼しないと反発するが、リミッターとしての義務を果たすことがパートナーの死を無駄にしない唯一の道だとアレックスに説得される。その後、生存していたキャシーに涙を流して抱きつき、再会を喜び合った。Eパンドラ研究所ではキャシーを助けてくれたサテライザーにお礼を言い、そのお返しに一命を捧げるとまで言いだしてしまう（アニメ版ではノヴァとの戦闘以外かなり出番が少なく、キャシーに告白したかは不明）。
ミレーナ＝マリウス（Milena Marius）
声 - 大原さやか
4年生。18歳。イーストゼネティックスシュバリエ予備軍所属。キャシー＝ロックハートの先輩。趣味はテニス。好物はフォンデュ。
リミッターはアレックス。ボルトウェポンの名称は不明だが、ドリルランスの様な形状のウェポンである。第10次ノヴァクラッシュにおいてキャシー共々ノヴァに取り込まれ、後にウェストゼネティックスを襲撃する。サテライザーやアーネットをくぐり抜けて聖骸へ辿り着くも、待ち伏せていたシフォンとティシーによって倒され元に戻った。
アニメ版では、キャシーからは先生と呼ばれ、予備軍を含めた生徒達の指揮をしており、先輩というよりはキム＝ユミやエリズのような教官のような立ち位置になっている。口調も男性的なものになっている。
アレックス＝ブラウニング（Alex Browning）
3年生。17歳。ミレーナのリミッター。第10次ノヴァクラッシュにおいて恭一と同様自身もミレーナを失い、彼女を深く愛していたことを告白するも他のパンドラとの洗礼をする決意を示していた。
ネナ（Nena）
3年生。キャシーの友人で常にテンションが高い。リミッターはシャドニー。アニメ版でも一瞬だが登場する。
ジュン（jiune）
3年生。キャシーの友人。大人しめな印象。アニメ版でも一瞬だが登場する。
ブルックス＝リーボン(Brooks Levon)
2年前のサテライザーの元リミッター。リミッターとしての能力は抜群でルックスも良かったらしく女子からも人気を集めていた。孤立していたサテライザーのリミッターを買って出たものの、サテライザーによりリミッターとして再起不能なほどに叩きのめされる。その一件でサテライザーは1年間の謹慎処分を受け、イーストからウェストに移された。アニメ版ではマーガレット校長の口から、後に無理強いした自分にも非があったと認めていることや、キャシーが戦って制止しなければ再起不能だけではすまなかっただろうということなども語られている。

### 主要人物関係者
アオイ＝カズハ
声 - 能登麻美子
カズヤの姉。非常に優秀なパンドラで、ハイエンドスキルの概念を生み出した。4年前の第8次ノヴァクラッシュにおいて、エリズらと共に戦い、英雄と称される程の活躍をしたが、激戦の中で命を落としてしまう。普通、聖痕は1人につき2～4個の熟成が限界だが、20個以上の聖痕を熟成させることの出来る聖痕体と呼ばれる存在。その体質は弟であるカズヤにもまた別の形で受け継がれていた。第13小隊演習時の第12次ノヴァクラッシュでカズヤ、サテライザー2人の前に幻のように現れ、光の粒を降らせて2人の傷を治癒したこともある。ボルトウェポンの名称は不明だが、形状はサテライザーのノヴァ・ブラッドに酷似したものである。
アオイ＝源吾
声 - 斧アツシ
カズヤとカズハの祖父にして、パンドラのシステムを確立させた研究者であり、シュバリエ総司令部ノヴァ専任顧問。かつて、大原が聖骸マリア＝ランスロットのゲノムを解析し必要以上の物を求ようとしている姿勢に対して「そういう欲望がノヴァという脅威を招き寄せた」と苦言を呈するなど思慮深い人格を思わせる。だが大原が指摘したように、実はマリアに対して特別な想い入れを抱いているゆえである節も多分に見受けられる。自分の意に反してEパンドラ計画がシュバリエに承認された時に、人類に混沌がもたらされないよう心中で個人的にマリアに祈る描写からもそれが窺い知れる。
Eパンドラの反乱事件では自らシュバリエの査察班を率いてアラスカ研究所へと乗り込み、事態の収拾にあたる。その際とうとうノヴァを自らの手で生みだした人類の業に「愚かな」とつぶやいていた。
Eパンドラの事件が終結した後、源吾独自に水面下で開発を進めていたヴァルキリーをウエスト校に派遣し、世界に初公開。彼女たちにはさらにパンドラにも伝えていない新技術プラズマテクスチャーを与えている。そしてノヴァ人形式、パンドラ式に対抗するため、誰にも知られていなかったレジェンドパンドラを出動させるに及んで、源吾個人で秘匿している情報と計画が多数あることが明らかになり、シュバリエ上層部からは強烈な不信感を抱かれた。しかし本人は人類の行く末のみを見据え、自分への干渉に手を打ちながらむしろシュバリエからの独立性を強め、独自の計画を突き進んで行く。
マリア＝ランスロットと初めて邂逅した人間であり、実は、彼女を女性として愛し、カズヤとカズハの父であるアオイ＝隆一を産ませた男。本当はマリアとの接触で人類の決められた運命「終末」「来るべき時」のすべてを知って絶望しているものの、それを他の人類には秘匿してただ一人抱え込み、人類の抗い、足掻きとして新たなパンドラ技術の開発を続けている模様。
テレビアニメではマーガレットからの「やはり、聖痕は諸刃の剣なのでは」という諫言に対し「諸刃の剣だからこそ、より強力なパンドラが生み出せる」と返すなど冷徹さを感じさせる面も見せていた。
アオイ＝隆一
カズヤの父。父・源吾の意図に沿った人生を拒み、自ら愛し選んだ織枝と結ばれる。
しかしマリアの血を引く自分やカズハと織枝との溝を埋めることも、パンドラを率いる役目を強いる源吾に抗うことも叶わず、父の描いたシナリオに従わされることに絶望していくことになる。
最期は織枝の死から程なくして、半ば自棄になってカサンドラを犯してしまった後、過酷な現実に耐えられず「エンディングは自分で決める」と言い残してカズハの眼前で拳銃自殺した。
アオイ=織枝
カズヤの母。旧姓は天上院。
カズヤ誕生以前からカズハの常人離れした能力・言動ゆえに強い溝を感じていた。それでも隆一と普通の家族を築くことを願いカズヤを授かるも、彼の出産には体が耐え切れず意識不明となる。
目覚めた後、カズヤはカサンドラを代理母として産まれ、彼女を母親と認識する事実を突きつけられたことで精神の均衡を欠いてしまい、 最期は錯乱してカズヤを害しようとした所をカズハにガラス片で刺され致命傷を負う。 救急車で搬送中、夫や子供たちが自分と異なる存在であることを理解しつつも家族でいたかったと隆一に告げ、息を引き取った。
マリア＝ランスロット (Maria Lancelot)
全てのパンドラの原点となった人物。マリアがその身に宿していた聖痕を量産、女性に移植することでパンドラは作り出されている。
現在はウェストゼネティックスの地下施設「レベンスボルン・ヌクレオチド」の地下12階に聖骸として安置されているが、実際は「聖骸」ではなく、未だ存命している。
実は源吾が生涯でただ一人愛した女性でもあり、カズヤやカズハにとっては祖母にあたる。
アルカディア
隆一とカサンドラの間に産まれた子であり、カズヤの実の妹。
「レベンスボルン・ヌクレオチド」よりも更に地下の施設で眠っていたが、超越体に覚醒したカズヤの声に呼応し目覚める。
ハワード＝エル＝ブリジット（Howard el Bridget）
声 - 大友龍三郎
サテライザーの父で、世界的な大企業「エル・コーポレーション」の総帥。当初は冷徹な印象で描写されていたが、実際にはサテライザーのことを心から気にかけていた。Eパンドラ事件に際しては、自ら計画を影で支援していたにも関わらず、基地に査察を送るよう手配するなど親バカな一面もある。また、源吾の孫であるカズヤがサテライザーにつきまとってることを余り心良く思っていないなど、普通の父親相応の感性も持ち合わせている。
若いころはルイスに瓜二つで十代も超えないころから当主としての貫禄と度量を持っていた。
バイオレット＝エル＝ブリジット（Violet el Bridget）
声 - 茅野愛衣
サテライザーの異母姉で、良き理解者。明るくさっぱりした性格。サテライザーに異常執着するルイスを危ぶみ、サテライザーに日本のゼネティックスへの進学を勧める。実の母親と弟がサテライザー母娘に非常に冷たかったことから、異母妹であるサテライザーを常に気にかけている。サテライザーの母親の危篤を彼女に伝えたのもまた彼女であった。現在は若くしてエル・コーポレーションの系列ホテルを任されるなど、財閥を担う人材としての道を歩んでいる模様。
ルイス＝エル＝ブリジット（Louis el Bridget）
声 - 野島健児、真田アサミ（幼少）
16歳。ゼネティックスUK2年生で、ホーリーのリミッター。エル＝ブリジット家の長男で、サテライザーにとっては異母弟にあたる。一見優しげな美少年だが、異常な独占欲と攻撃性を内に秘めている。
出会った後、陰で徐々にサテライザーに好意を見せ始めるが、姉弟であるがゆえに絶対結ばれないというその関係性を憎み、彼女を独占するために虐待を繰り返した結果、彼女にトラウマを植えつけることになった。
バリ島での再会に端を発するトラブルの終結後は、自分の叶わぬ恋に折り合いをつけサテライザーと和解、同時に、パートナーであるホーリーとの関係も持ち直す。
Eパンドラ事件ではホーリーと共に査察班に加わっている。
オリビア＝エル＝ブリジット
声 - 伊藤美紀
サテライザーの養母でバイオレットとルイスの生母。ハワードの正妻。ハワードの妾の子であったサテラを本家で預かって以降、毛嫌いしていた。現在は態度を改め、彼女を娘として扱い身を案じている。
ノエル＝アロン＝グラッチェ（Noel alon Grache）
声 - 天野由梨
サテライザーの実母でハワードの妾。オリビアから毛嫌いされていた。病を患ったことにより、娘のサテラ（当時9歳で旧姓名はサテライザー＝アロン＝グラッチェ）と共にエル＝ブリジット家に引き取られた。自分が病の身で母娘で追い出されて娘が路頭に迷うことを恐れ、病状も重く心身も不安定な中、ルイスから虐待されているというサテラの訴えをかたくなに退ける。だがその後病で亡くなる際、過ちを認め娘に心から謝罪。自分が娘の生活を案じていたように、娘も自分の病身を案じてエル＝ブリジット家での扱いに耐えていたことを知っており、もう互いを案じて何かを我慢する必要はなくなる、今後は誰にも負けず屈せず強く生きて欲しい、という願いを言い残して息を引き取る。これがサテライザーの「接触禁止の女王」と呼ばれるほどの精神を形作る大きな原因となった。
ルナ＝リンチェン
ラナの姉。すでに故人。「ZERO」では彼女の生涯が描写された。都会に強い興味を抱き、クンルンの教えを尊ぶ一族の中で伝統を重んじるあまり、外界を拒絶する一族に嫌気がさしていた。その中で訪れたシュヴァリエの男性と恋に落ち、その子供を身ごもるがシュヴァリエの陰謀に乗せられた族長の一派によってその男性を殺されたことで暴走、族長派の者達を皆殺しにしてシュヴァリエが放ったパンドラ達を圧倒する。その後、同じく聖痕を持ったラナに自らを殺すことを願い、身ごもった子と共に命を絶たれた。
彼女の事件がきっかけで姉と同様に元々反抗的であったラナは伝統ばかりを重んじて個人の意志を蔑ろにする閉鎖的な一族に対して明確な異議を唱え、外界へと旅立つことになる。

### 外国のゼネティックス
ホーリー＝ローズ（Holly Rose）
声 - 楠浩子 / 綾音まこ
3年生。17歳。イギリスゼネティックス「UK」所属。同ゼネティックス学年順位1位。薄い青紫のロングヘアー。ルイスのパートナー。ルイスとサテライザーの関係を巡り、サテライザーに激しい嫉妬と憎悪を抱く。執念深さと残虐性はルイスに負けず劣らず。基本的にパンドラとリミッターのパートナー関係は、聖痕を介した力の関係や上級生・下級生の組み合わせゆえパンドラの方が立場が上になるが、彼女の場合はエル＝ブリジット家の権力に怯えていることもあり、リミッターのルイスを場合によってはご主人様と呼んで彼に敬語を使い、逆にルイスはタメ口でホーリーを呼び捨てにし彼女に戦闘命令をすることもあるなど、立場が逆転してしまっている。ただし、ゼネティックス内では普通の先輩後輩の関係で通しており、またサテライザーに敗れ和解した後は、ルイスはホーリー先輩と呼び敬語を使っていた。
サテライザーに破れた後、ルイスとの関係もある程度の修復が見られた模様。
ボルトウェポンは複数のロングソードを操るホーミングソードエクスカリバー。遠距離攻撃可能なボルトウェポンだが、ミヤビ同様ハイエンドスキルを使用する際にはロングソード1本を手に直接斬りつける戦闘方法を取る。パンドラとしての実力は、所属学園内の序列で言えば化物のシフォンと同等なだけはあり、非常に高等なハイエンドスキルを駆使する。戦い方はアクセル系を主としたもので、スタートダブルアクセルに加えトリプルアクセルも使える。アニメ版においては過去にワールドカーニバルにおいてエリザベスと手合せしたことがある。勝敗は不明だが3年生世界最強の5人に次ぐ実力を持つとされるエリザベスからは格上視されており、世界のトップランカー達の中でもその実力は高い模様。
アンナ＝パーカー（Anna Parker）
声 - 飯塚麻結
イギリスゼネティックス「UK」所属。Eパンドラ計画のために各国から選出された精鋭パンドラの1人。
Eパンドラとの模擬戦を見たサテラには、強いがホーリーと比べると特別って程ではないと評されている。
ロックサンヌ＝エリプトン（Roxanne Elipton）
声 - 寺川愛美 / 松嵜麗
3年生。17歳。アメリカゼネティックス「US」所属。同ゼネティックス学年順位1位。「不死身」の異名を持つ。全ゼネティックス3年の最強5人の一人。気さくでお茶目な一面を見せるが、同時に他のパンドラを諌めつつ場の空気を明るくする姉御肌。また、理知的な面を覗かせ、リミッターやEパンドラ達も含め自分達をノヴァによって狂った世界の犠牲者達と称している。日本ウェストゼネティックスのシフォンとは面識がある。アニメではEパンドラをあからさまに見下すなど不遜な面が強調されている。
その後、ヴァルキリーを含んだ第13小隊メンバーとしてウェスト・ゼネティックスに配属となる。
能力にちなんで、シャルルから「ゾンビ女」「アンデッド」などと呼ばれている。
リミッターはハン＝シジン。
シャルル＝ボナパルト（Charles Bonaparte）
声 - 山口立花子 / 藤田茜
3年生。17歳。フランスゼネティックス「L.D.T」所属。同ゼネティックス学年順位1位。全ゼネティックス3年の最強の5人の一人。10人もの分身を繰り出し、「テンペストの鳳雛」の異名を持つ。あどけない容姿とは裏腹に現実的かつ割り切った思考をする。態度は尊大かつ不敵。一人称は「ボク」。音楽を聴きながら闘い、曲のジャンルによって攻撃系統が変わる。8～10体を維持できる程のテンペストを使え、また数の割には質量が大きく、通常のフリージングでは止めきれない程。だが、さすがにその数で攻撃を行う際にはある程度攻撃がパターン化するらしく、またスピード自体はそれ程無いようで、高速で動ける相手が弱点となる。
Eパンドラ計画については大のため小を犠牲にするのはやむを得ず、軍所属として判断はシュバリエに委ねると割り切っているため、計画に懐疑的なエリザベスやロックサンヌとは若干の対立が見られる。だが、暴走したEパンドラ・ジーナをやむを得ず殺害してしまったことには心を痛めていた。Eパンドラ事件時、シュバリエへの反逆を起こしたサテライザー達に怒りを見せ、エリザベスと交戦、アンドレの捨て身の行動により敗北。
実はEパンドラ計画最高統括者スペンサーの養女。悲惨な幼少時に彼に拾われ、高い適合率にも関わらずパンドラにもされずに優しく育てられていた（スペンサーに、大切な人がノヴァ戦争に命を捧げた過去があったため）。Eパンドラと変わらない浮浪児という悲惨な環境の出自のため、弱者たちの弱さゆえの悪性や愚かさも身を持って知っており、さらに「弱者だから正しいとは限らない。一部の弱者を犠牲をする行為が、世界中の弱者を救う必要悪となることもある。そのため自分が悪役とならねばならないなら引き受ける」と言う義父スペンサーを熱く支持している。それらがEパンドラに単純に同情しなかった理由だった。義父がそうした苦渋と共にEパンドラ計画責任者就任を受諾したのを知り、たった一人でも娘の自分がその支えになりたいと、自らパンドラとなることに志願していた。
その後、ヴァルキリーを含んだ第13小隊メンバーとして、リミッターと共にウェスト・ゼネティックスに配属となる。だが前回の事件のわだかまりで周りにとけ込むことができず、素っ気ない態度をとってしまう。しかも、アティアとエリザベスの件での口論から衝突、半死半生にしてしまい、アーネットたちウェスト校生と第13小隊との衝突まで引き起こしてしまう。
小柄な少女で、常にヘッドフォンをつけている。その幼児体型のためか、ロックサンヌからは「ハーフリングのガキ」とからかわれる。家の愛犬の名前はバストである。
リミッターはシトロエン。ボルトウェポンはビブラート・ヘル。
ユリア＝ムンベルク（Julia Munberk）
声 - 東城日沙子 / 前田恵
3年生。17歳。ドイツゼネティックス「パンジャ」所属。同ゼネティックス学年順位1位。全ゼネティックス3年の最強の5人の一人。ソニックウェーブという遠距離衝撃波であらゆる方向からの攻撃を可能とし、「異端児」の異名を持つ。また高度なテンペストターンを使用し、近・遠距離両面で隙のない戦闘を展開する。さらにSSSタイプのボルトウェポンを使用することでマッハ3のソニックウェーブを瞬時に全方位に展開し、ほぼ完全に近い防御を行う。
性格は無表情無感情で、ただ任務だけをこなす機械のような女性である。反逆したEパンドラ達の処分命令が下り、その実行中にサテライザーとラナの妨害を受けたが、2人がかりでかかられても彼女に攻撃することは不可能であった。その後サテライザーに同意するキャシーが代わりに戦闘に入り、彼女と戦う。高度なテンペストを駆使するとはいえ、テンペストだけではトリプル以上のアクセルには対応しきれず、本人曰くクワトロ・フルアクセルにもなれば100%回避不能とのことだが、マッハ3のソニックウェーブを全方位展開することでそれを補いキャシーの片腕を切断する。しかしキャシーが独自に習得した聖痕増幅によってそれも正面から突破され懐に潜り込まれ自身も片腕を切断される。しかしその後ノヴァが出現したことにより戦闘を中断した。事前に他パンドラの戦闘タイプやその弱点を調べつくしているようだが実戦経験は浅く、良くも悪くもデータだけに頼った戦いをするため、そこをキャシーに指摘されている。アニメではキャシーに対し同性愛な感情を持っており、無言で抱きついて3サイズを言い当て、戦闘中にもキャシーに変態的に迫るなど、不思議・変態系キャラになっている。また、原作と比べると感情表現も豊かで台詞も大幅に増えている。
ジョン＝アラ（鄭 雅羅）
声 - 貴島綾子
韓国ゼネティックス「サウスノース」所属。Eパンドラ計画のために各国から選出された精鋭パンドラの1人。

### Eパンドラ計画関係者
アミリア＝エヴァンス（Amelia Evans）
声 - 三森すずこ
第1期Eパンドラのリーダー格。他のEパンドラ達とは違いボルトウェポンを具現化でき、本物のパンドラと比べると負担が大きく使用回数制限がつくもののダブルアクセルも使用可能。生い立ちや境遇を恨むことなく前向きであり、Eパンドラとしての自分や仲間への誇りを持っている（時にそれが正規のパンドラへの、嫉妬や敵意とも取れる感情へと繋がる）。弟が一人いる。
努力家で仲間思い。仲間のためには自己犠牲をも厭わない。逆に仲間の危険に対しては強く反発する。Eパンドラ強化用のナノマシン“マークIV”の前身である“マークIII”の投与実験を受け、それが失敗作だったことにより一度瀕死となったことがある。アニメ版では、元々髪色は赤だったがその副作用で前髪一房を除いて白髪となったという描写がある。暴走するジーナの言葉を聞き、しかも本部から自分達は消耗品であることを知り、仲間たちと共に「Eパンドラ計画の実態公表」のための脱走を企てる。サテライザーやエリザベスの助力を受け証拠のある研究室まで到達するも、そこで計画の真実を知り絶望、マリアのクローン達を取り込み新種のノヴァと化し、シフォンと戦う。最終的にシフォンの犠牲により元の姿に戻った。その後、パンドラとして復帰し、大原の傍に付き彼女の世話をしているが、その理由は聖痕の調整を受け「Eパンドラが失敗作でないことを証明する」こと、そして、「自分たちを利用した挙句に無力になった大原をずっと見下し続ける」ためである。
前述の経緯により以前とは比べ物にならない高い能力を持つこととなり、通常のパンドラの数倍の力を持つバスターズとも互角以上に戦うことが可能。
ジーナ＝パープルトン（Gina Papleton）
声 - 橘田いずみ
アミリアと同じく、Eパンドラの一人。過去、両親に金で売られたという悲しい思い出を持ち、そういった惨めな生活と決別したいため、Eパンドラ計画に参加した。Eパンドラ強化用の改良されたナノマシン“マークIV”の被検体に志願し、アミリアと同じくボルトウェポンを具現化（アニメ版では棒状）するなどパワーアップする（アニメ版では、マークIVのデータに採用された正規のパンドラはサテライザーで、そのことに関して本人に礼を述べていた）。しかしノヴァフォームで暴走状態となり、駆けつけたシャルルとの戦闘により脳天から斬られ死亡。その死は隠蔽され、エリザベスのEパンドラ計画への反発へと繋がってゆく。
暴走状態のノヴァフォームとなった際の戦闘力はエリザベスを圧倒するだけでなく、シャルルが全力を出し尚かつ殺さなければ止められないほどであった。
ラトル（Rattle）
声 - 桑原由気
Eパンドラの一人。黒髪に褐色の肌と東南アジア系の容姿をしている。非常に貧しい階層の出身らしく、「飢えずに済む」という理由でEパンドラに志願した。悲惨な境遇で育ったにもかかわらず性格は天真爛漫で素直。しかしジーナの死後、自分達の置かれた立場を自覚し、仲間達とマークIVを投与。全力で正規のパンドラ達と戦うという道を選ぶ。最終的に仲間たちもろともシュバリエに鎮圧されるが、力尽きる寸前にノヴァ化したアミリアの気配を感じていた。その後、他のEパンドラたちとともにシフォンの力で一命を取り留めている。　アニメ版ではパンドラに敬語を使い、Eパンドラの仲間に対しても遠慮がちな態度で振る舞うなど、大人しめの設定になっている。
スカーレット＝大原
声 - 雪野五月
「Eパンドラ計画」の最高責任者。研究者としてカズヤの祖父であるアオイ＝源吾とも関わっていた。黒髪をポニーテールに結っている（アニメ版では髪は赤で結っていない）。
人類のためを第一として、冷徹な振る舞いをも押し通す。本音としては協力しているEパンドラ達を大切に思っているものの、感情を押し殺し、公にすることはない。
アミリアのノヴァ化に伴う施設崩落の際、車椅子生活を余儀なくされるほどの大怪我を負う。その後隠居生活を送っていたが、レジェンドスティグマの鋳造のため源吾に招かれる。当初は協力を渋っていたものの、マリアから知識を授けられたことで源吾のこれまでの苦悩を知り、協力を決意する。

### シュバリエ
マークス＝スペンサー（Marks Spencer）
声 - 松山鷹志
シュバリエの実力者で、「Eパンドラ計画」を統括している。冷酷かつ非情な判断を下し、Eパンドラ個人の命よりも計画の遂行を第一としている。その一方で、Eパンドラ達の反乱の報告を聞き苦悩の表情を見せたり、シャルルに対し「誰かは悪役を背負ってでもやらねばならないこと」と告げるなど、ただの冷酷な上層部員ではない一面も見せた。Eパンドラ達が研究所内で暴動を起こしたことを知り、彼女達を追い込み過ぎたと後悔する。その後、アミリアがノヴァ化したと同時に二体のノヴァが出現する事態に見舞われ呆然とする中、アオイ＝源吾率いるシュバリエの査察班に指揮系統を奪われ査察班に加わっていたルイスとホーリーに拘束される。
シャルルは養女であり、「同じ匂いがする」と言って浮浪児だった彼女を拾って優しく育てていた。実は彼自身貧しく悲惨な幼少時を過ごし、さらにヒルダという大切な人（妹か）がノヴァ戦争に命を捧げた過去を持っている描写がある。それもあって、高い適合率にも関わらず娘シャルルをパンドラにするのを躊躇していた。だが、Eパンドラという危険な計画の統括者への就任要請を「弱者だから正しいとは限らない。一部の弱者を犠牲をする行為が、世界中の弱者を救う必要悪となることもある。そのため自分が悪役とならねばならないなら引き受ける」と苦渋しながらも受諾した、とシャルルに告げた際、父さんを信じる、父さんを支えるためにパンドラになる、と言う娘の熱い思いを押しとどめることはできなかった。ストーリー上、弱者を犠牲にする強者という役どころでありながら、実はもう1サイドの弱者でもあった、という人物。
アニー（any）
シュバリエ所属のパンドラで階級は少尉。リミッターはベントリー。Eパンドラ反乱の際に反乱に加担したサテライザー、ラナと遭遇し交戦。2年生ながらシュバリエ所属の自分達を圧倒するラナとサテラを優秀と評するも、戦闘中にもかかわらずラナが話し合いを持ちかけたことでその評価を変える。後にサテライザーがシフォンを足止めをしてる間に単独で大原の研究室に向かったアミリアと交戦。現役シュバリエの少尉だけあってトリプル・アクセルまで使用出来る程の実力を有するが、ノヴァ化を促進させたアミリアには通じず倒される。
笹神 弘一郎（ささがみ こういちろう）
第10次ノヴァクラッシュにおける最初のノヴァ出現地横浜での、当地域作戦司令官。制服軍人。横浜臨時作戦指揮室で、シュバリエや、イーストゼネティックス、応援のウェストゼネティックスなどの部隊の総指揮を執っていた。ノヴァ4体同時出現、侵蝕融合など、ノヴァの初めて見せる行動パターンに驚愕していた。その結果、4体中2体のノヴァが撃破され、2体が行方をくらますことになる。アニメには未登場。
ラドックス＝ファントムハイム
シュバリエ総司令。源吾とは対立関係にあり、彼を「危険分子」として警戒していた。
アラスカの事件の責任を取り、総司令の座を降ろされるが、12次ノヴァクラッシュで源吾がレジェンドパンドラを初め、数々の情報を秘匿していることを知った議会の要請で復権を条件に源吾の暗殺を行うこととなり、刺客としてバスターズを送り込む。
暗殺自体は失敗するもこれによって源吾が完全にシュバリエと手を切る行動に出たため、総司令に返り咲くことには成功した。
そして、大規模なシュバリエ艦隊を率い源吾の掌握するウェストゼネティックスに攻め込もうとするが、突如現れたノヴァの大群の攻撃に晒されてしまうこととなる。

### ヴァルキリー
天上院 桜花（てんじょういん おうか）
カズヤの同い年の従妹。ヴァルキリー日本代表「桜花＝ホンダ」としてヴァルキリー計画に参加する。デモ戦闘ではオクタプル（8重、8倍）・タキオン・アクセルというサテライザーたちも驚く加速スキルと、フィニッシャーとしての絶大な破壊力を見せた。
同い年だがカズヤを「お兄様」、「カズ兄」と呼ぶ。カズヤの許嫁でもあり、サテライザーをライバル視している。本心ではカズヤに好意を抱いているが、図星をつかれると天邪鬼的に反対の言葉を叩きつけ、どんどん言うことが前後矛盾しておかしくなってゆくという難儀な性格。
ヴァルキリー計画に参加したのは、カズヤの姉カズハの、もし自分が消えてもカズヤを一人ぼっちにしないで支えて欲しいという遺言を果たすためである。
使用武器は、巨大なブレード。デモンストレーションでダミーノヴァを一撃で破砕するほどの威力である。
ティチアナ＝フェラーリ
イタリア代表。チーム内では年長者だが、かなり内気な性格をしている。
使用武器は、SSS（スティグマ・サテライト・システム）と似たような物を使用。遠距離での攻撃を可能とする。
クリスティン＝エヴォーラ
イギリス代表。勝気な性格で、サテライザーや世界5強メンバーを威嚇する発言をするほど。
アクセルターンと同じ加速スキル、パンドラ達をも驚愕させるタキオン・アクセルで、高速格闘戦を行う。
使用武器は、ガントレット。
フランカ＝ポルシェ
ドイツ代表。メガネッ娘で、フレンドリーな少女。アオイ博士の孫であるカズヤにはかなり興味を持っていて、いろいろと調べたいとまで言い出す。聖痕体についても知っており、カズヤの体の秘密を他メンバーにレクチャーする。
使用武器は、両手両足に装着されている武装で、宙に浮いて上空からの攻撃も可能な、シフォン会長のアンチ・ノヴァを模したような装備。

### レジェンドパンドラ
カサンドラ
究極の対ノヴァ戦闘兵士レジェンドパンドラのNo.1。
無表情で無口。長年、アオイ＝源吾の別荘と思われる地下で眠っていたが、パンドラ式と人形式のノヴァ撃滅のために眠りから目覚め、ボルトウェポンから発せられる強力なエネルギー砲で大量の人形式を一掃する。戦いが終った後、外のレジェンドパンドラたちと共にカズヤたちの前に現われ、カズヤを見るたび抱きしめる。源吾の話によると、カズヤの父親＝隆一と姉弟にあたり、カズヤの伯母に当たる。そして、織枝に代わってカズヤを産み、彼の両親亡き後はを2歳まで育てたもう一人の母親でもあった。
テスラド
究極の対ノヴァ戦闘兵士レジェンドパンドラのNo.2。
カサンドラと同じく、無口無表情な女性。双剣型のボルトウェポンを使用。目にも止まらない動きで複数の人形型ノヴァを撃退するだけでなく、刃から発するエネルギーの刃で多くの人形型を一掃していく。
ウィンディメイ
究極の対ノヴァ戦闘兵士レジェンドパンドラのNo.3。
カサンドラやテスラドとは違い、笑顔を見せ、無邪気な子供のような性格をしている。巨大ハンマー型のボルトウェポンを使用。何びとも適わなかったパンドラ式を一撃で倒すという桁外れの攻撃力を見せる。さらに光の粒を降らせ、腕を落とされるなどの深手を負っていたサテライザー、ラナ、アーネット、シャルルの傷を癒したり、命を落としたロックサンヌを蘇生させるという治癒能力も見せている。カズヤのことを家族だと言い、カサンドラをお姉ちゃんと呼んでいる。
ルシー
究極の対ノヴァ戦闘兵士レジェンドパンドラのNo.4。
フランス代表のヴァルキリー「ルシー＝ルノー」として参戦してきた。桜花の話によれば、アオイ博士の権限でヴァルキリー計画に編入してきた規格外の訓練生とのこと。しかも、シフォンと同じイリュージョンターンのようなハイエンドスキルを使いこなしている。合同演習での第12次ノヴァクラッシュが起きるまでは、ただのヴァルキリーとして行動していたが、ノヴァ“人形式”に苦戦を強いられているクリスティンを助けた時に、自分のレジェンドパンドラとしての力を解放。戦闘終了後は、レジェンドパンドラの一員として行動している。カズヤのことを気にかけてくれているのか、夜に外でカズヤと話をし、自分達は姉妹だと口にし、しかも口付けで自分の記憶をカズヤに流し込もうともする。真実を知り苦しむカズヤの前にも現われ、感情を表に出さないもののカズヤのことを想ってくれている。
シフォン
ウェストゼネティックス3年の元生徒会長。その正体は対ノヴァ戦闘兵士レジェンドパンドラのNo.5。

### バスターズ
沢渡 五十鈴
バスターズの一人。4人の中では最も高い適合率の持ち主でラドックスからは「スナがいなければ、最強のパンドラの称号を得ていた」と評されている。
ウェストゼネティックスの元在学生。在学時に他のパンドラのリミッターと色恋沙汰を起こし、それで衝突したパンドラを事故に見せかけて殺害する等の凶行を繰り返していた。
自分の罠に嵌まらず、逆にプライドを傷つけたスナに対して並々ならぬ憎悪と執着を抱いており、彼女を殺すためにラドックスの誘いに乗りバスターズに参加する。
仲間割れでペティを殺害した後、源吾とスナの前に立ち塞がり、源吾を守るために戦えないスナを一方的に攻撃し嬲り殺しにしようとする。
だが、それに時間を掛けたのが仇となり救援に駆けつけたアミリアに阻まれ、その間にスナがレジェンドスティグマを装着したことで逆転を許してしまう。
イリュージョンターンまで使用する様になったスナにはまるで太刀打ちできず、今度は自分が一方的に叩きのめされた挙げ句、戦闘不能に陥り敗北。
プラズマスティグマを奪い取られ、捕虜となる。
ペティ＝ライナー
バスターズの一人。チームのリーダーを自称している。
粗暴且つ短絡的な性格でゼネティックス在学時、些細な理由で仲間のパンドラに暴行を加えた挙げ句、そのパンドラのリミッターを殺害。アリゾナ州の刑務所に収監されていた。
現在の自分の力を過信して、襲撃時に必死に自分達に立ち向かうパンドラ達を嘲りながら殺していたが、レジェンドパンドラであるウィンディメイには全く歯が立たずに劣勢となる。
アンチフリージングで逆転を狙うが、それによりウィンディメイとテスラドが暴走し無差別攻撃に晒される。
勝ち目が無いことを悟って完全に怖じ気づいてしまい、ミッションを放棄して逃げ出そうとするが、その際に先に逃げた五十鈴と仲間割れを起こした末に呆気なく返り討ちにされ、そのまま殺されてしまった。
イザベラ＝ルーカス
バスターズの一人。元は看護師。
看護師時代に事故に見せかけて何人もの赤ん坊を殺害した快楽殺人鬼であり、罪を隠すためシュバリエに参加するもそれがバレて逮捕された。
ペティと同様に自分達より力の劣るパンドラ達を見下し、向かってきたティシーをジェシカと共に返り討ちにした後、重傷を負わせたアベルを陵辱しようとした。
更にサテライザーとカズヤに襲いかかるが、そこへ駆けつけたカサンドラと対峙。
圧倒されつつもアンチフリージングで封じようとするが、それがカサンドラの暴走を招いた上に複数のパンドラ式ノヴァが現れる絶望的な状況を作ってしまう。
混乱の隙を突いてノヴァに取り込まれたジェシカを見捨てて逃亡。そのままラドックスの元に辿り着き、唯一の帰還者となる。
ジェシカ＝エドウィン
バスターズの一人。常に無口無表情な女性で感情の起伏がほとんど見られない。
財産の独占を目的に家族の殺害を企て、パンドラの能力を利用して両親を殺害した後に残った兄弟を始末しようとして逮捕された。
襲撃時はペアを組んだイザベラの補佐に回り、アンチフリージングを展開してカサンドラを封じようとする。
しかし、それで暴走したカサンドラからより強力なアンチフリージングの攻撃を逆に受けることになり、そのせいでノヴァフォームとなってしまい、イザベラからも見捨てられる。

### エルカ

#### ラウンダー
サテライザー＝アレクサンダー＝エルカ
ラウンダーの一人。地球のサテライザーと同じ名前と容姿を持つ女性。
ルイス＝アレクサンダー＝エルカ
サテライザー＝アレクサンダー＝エルカの妹であるラウンダー。地球のサテライザーの弟ルイスと同じ名前ではあるが、こちらは女性。
エルカにやって来たばかりのカズヤと出会い、姉のいる実家に連れてきた。
エリス＝ティオ＝ベルベット
ラウンダーの一人。
カロル＝ボルテガ＝ミリアム
ラウンダーの一人。アーネットによく似た容姿と雰囲気を持つ褐色肌の女性。
シリス＝フェスター＝レオン
ラウンダーの一人。
ベラ＝ライル＝ダノス
ラウンダーの一人。
アナスターニャ＝ブル＝バン
ラウンダーの一人。
マゼンダ＝イノクティア＝アグナ
ラウンダーの一人。

#### エルカの人々
ノエル＝アレクサンダー＝エルカ
エルカ家当主。サテライザー＝アレクサンダー＝エルカの母。地球のサテライザーの母ノエルと同じ名前と容姿の女性。
地球のノエルとは立場が大きく違っており、家族には厳格な態度で接している。
オリビア＝アレクサンダー＝エルカ
ノエルの妹であり、ルイスの母。
地球のオリビアとは違い、気弱でノエルには頭が上がらない様子。
イバナイル
エルカの神官。

#### 女神
イレクター＝エルカ＝ノヴァ
エルカの女神の一人で長姉。妹たちからは「偉大なるイレクター」と呼ばれる。
ガラトロス＝エルカ＝ノヴァ
エルカの女神の一人。イレクターの参謀的存在。両目を包帯のような物で常に隠している。
ブルックシゲル＝エルカ＝ノヴァ
エルカの女神の一人。
ボネミアン＝エルカ＝ノヴァ
エルカの女神の一人。
ヘクサニア＝エルカ＝ノヴァ
エルカの女神の一人。
マリア＝エルカ＝ノヴァ
エルカの女神の一人で聖母。マリア＝ランスロットと同じ名前と容姿を持つ女性。

## 用語

### パンドラとリミッター
パンドラ
異次元体ノヴァと戦う少女達。一般人とは異なり、驚異的な身体能力、回復能力を持つ。何よりの違いは聖痕と呼ばれる組織との適合性を持っている点である。
「聖痕」の欠片を一定期間肉体組織で熟成させることで対ノヴァ兵装ボルトウェポンが作り出せるようになる。
多くはゼネティックスと呼ばれる学園でパンドラとしての基礎を磨き、やがてシュバリエという組織で対ノヴァの戦力として従事していく。
リミッター
パンドラと洗礼を行い、パンドラの対となる存在。イレインバーセットによって、対象の動きを制限・拘束するフリージングという能力を使えるほか、敵のフリージング領域を中和するなど、パートナーのパンドラを後方から支援する役割を担う。本来は、パンドラがパンドラモードを使用しなくともフリージング領域内での戦闘を可能にすることで、パンドラへの負荷を軽減し、パンドラの暴走を防止することを目的としたシステムである。すなわち、過度の戦闘負荷によるパンドラのノヴァ化を押さえ込むために設けられた、肉体的、精神的な最終安全装置（リミッター）ともいえる。
基本的に、パンドラと最も相性が良いのは年下の男性であるとされる。両者の関係が、「お姉様と弟」と呼ばれるゆえん。
また男性では聖痕の熟成が出来ないため、パンドラになることは不可能。
聖痕
パンドラやリミッターの能力の根源と思われる細胞組織。パンドラの産みの親であるマリア＝ランスロットが宿していた聖痕の量産物が現在の聖痕。
この組織細胞があるおかげでパンドラには自己修復（復元）再生能力が付加され、出血の停止、身体の一部の欠損部位の再生、内臓等臓器の再生を可能としている。ただし、あくまでも補助的な機能であり、あまりにも重傷（身体の半分が消失等）だと自己再生能力が追いつかず、リカバリーセンター等で人工的に細胞分裂を極端に促進させて回復せねばならず、寿命を縮めてしまう。
ノヴァコアと同質のモノと推測されている。
パンドラの適合者はこれを体内に埋め込んで熟成させる（描写から見るに背中が多い様子）。許容量は一般的に2個から4個で、6個も埋め込められればかなり優秀とされる。
聖骸
パンドラ誕生の元となった人物マリア＝ランスロットの遺骸。聖痕物質は聖骸から取り出され、パンドラへと移植されていた。
英痕
アオイ＝カズハの遺体から摘出された特別な聖痕とされているが、実は小型のレジェンドスティグマであり最初から普通の聖痕では無かった。
他のパンドラに移植され、そのいずれもが高い実力を持つことで知られており、現在所在が確認されている英痕は以下の14個。
サテライザー＝エル＝ブリジット（6：適合率5%）
キャシー＝ロックハート（3：適合率90%）
シャルル＝ボナパルト（2：適合率48%）
ユリア＝ムンベルク（2：適合率36%）
ロックサンヌ＝エリプトン（1：適合率29%）
イレインバーセット
イレインバー (EREINBAR) とはニューロン（神経細胞）よりもさらに深くから五感をコントロールする未知の感覚器官。
聖痕を介してイレインバーを共有し、パンドラとリミッターの感覚を一体化させる作業がイレインバーセット。連続使用も可能だが、1回のイレインバーセットの制限時間は2分と短い。
男性は独自に体の中の聖痕能力を発現させられないため、フリージングを発動させるにはこの過程が必須。
アオイ＝カズヤの場合は、フリージングを展開するだけで、強制的に複数のパンドラ達とイレインバーセットできる。
洗礼
聖痕の授受。パンドラの体内で1年以上熟成させた聖痕の欠片をパートナーのリミッターに与え、再移植すること。この一連の行為を行って初めてイレインバーセットおよびフリージングが可能となる。

### 技能、能力
フリージング
ノヴァやリミッターの持つ能力。イレインバーセット状態になったリミッターが周囲のノヴァ、人間（パンドラ、リミッター）の行動を制限する領域を展開、対象に照射することにより、拘束する。または相手のフリージングに対し、フリージングを逆にぶつけて破壊することにより、限定的な空間ながらも制限領域を中和し、味方の行動を可能とする。通常、中和は対のパンドラのみ、拘束は1 - 2名、多くても3名までが限界領域である。
強度は距離によって変動し、直接接触ならば90%、領域展開ならば30% - 60%程度の行動制限が行なえる。もっとも、これは平均的な数値であるため、使用者の技量次第で変動する。
パンドラモード
実戦戦闘形態ボルトテクスチャー。己の意思で聖痕組織を活性化させてボルト組織をノヴァ組織へ強制進化させ、一時的ではあるものの身体をノヴァ化させるシステム。全身を覆う鎧状にボルトテクスチャーを組み替え、ボルトウェポンを対ノヴァ特化兵装ノヴァウェポンに変化させる。この時全身を覆う鎧状のボルトテクスチャーはノヴァ化の限界点をコントロールする役目を担っており、限定的な時間（3分間）であれば身体能力の劇的な向上、フリージング領域内における自身へのフリージングの中和を可能とする。ただし連続使用は出来ず、制限時間を越えると肉体が完全にノヴァ化し、崩壊するといった危険性を伴うシステムでもある。

リミッターのサポートを受けられない時の（対ノヴァ戦時における）緊急システムであり、同時にこのシステムの使用は本人への負荷が極大になるため、余程のことが無い限りは起動しない（できない）。
アニメでは全身鎧ではなく、手首足首に光輪が浮かび、全身を光が包むという発現方式に変更されている。後に原作にもそれが取り入れられ、英痕を持つ限られたパンドラにテストとして実装されたバイタルシグナルタイプの“新型パンドラモード”として登場している。
ゼネティックス2年生（の一部）の試験運用モード、3年生の通常・新型の、複数のモードが確認されている。
ノヴァフォーム
様々な要因（過干渉、ノヴァによる促進等）により聖痕が暴走し聖痕から突起物が出現、肉体と精神がノヴァ化する現象。第8次ノヴァクラッシュでアオイ＝カズハが初めて引き起こし、シュバリエ首脳部を大混乱に陥らせた。この事件が各個人の聖痕の移植数を制限するきっかけとなった。
第10次ノヴァクラッシュでは、イーストゼネティックに所属する多数のパンドラがノヴァに取り込まれ、聖痕を身体に埋め込まれて強制的にノヴァフォーム化させられ、洗脳されてノヴァの操り人形と化してしまった。この時のノヴァフォーム化は、リミッター無しでフリージングを中和したり、身体の切断部位の自己再生能力や、ノヴァが使用するような光線が放てるようになる等、通常時には使えない能力が使用できるようになったが、後の登場人物の台詞などでは、完全なノヴァフォームでは無く総合的な戦闘力は通常時より劣るかのようにも言われている。
完全にノヴァ化したノヴァフォームは戦闘力そのものが大幅に上昇し、リミッターのフリージングが全く効かない等の特性をも持つ。元々一般人だったジーナですらエリザベスを圧倒し、シャルルをも苦戦させるほどで、サテライザーに至ってはシフォンやキャシーをも圧倒することもあるほどの力を見せた。
ハイエンドスキル
対ノヴァ用にアオイ＝カズハが実戦から編み出した複合型の高等戦闘技術。学習するのは3年生になってからが普通である。
代表的なのはアクセルターンやテンペストターン。シフォンが使用するイリュージョンターンも存在する。ユリアのソニックウェーブといったハイエンドスキルに該当しそうなものも存在するが、現時点ではこれがハイエンドスキルだとは明言されてはいない。
加速
ハイエンドスキルの1つだが、その代表に挙げられる程に知られているハイエンドスキル。アクセルターン（アクセル系）とテンペストターン（テンペスト系）があり、どちらも限界まで引き上げた身体への負担を力に変換し、前者は移動速度に、後者は攻撃速度に特化させたスキル。なお、テンペストターンについては、分身と表記されることもある。
アクセル系
アクセルターンの基本は負荷を爆発的なまでの移動速度に変換し、多角的な空間移動で自由自在に動き回り対象にヒット&アウェイを行うというもの。それ故に攻撃の基本は単発。加速度が同じか、もしくは相手の方が早ければ攻撃は簡単に防がれてしまうが、自分よりも遅ければ流れるような連打も可能なため、圧倒的なまでの優位性を誇ることができる。また速い動きを利用することで疑似的にテンペストターンのような分身を作り出すことも可能。だがこれはかなり高等なハイエンドスキルのようで現時点ではサテライザーとキャシー（アニメ版）しか使用していない。
加速（アクセルターン、もしくはシングルアクセルと呼ばれる）、2重加速（ダブルアクセル）、3重加速（トリプルアクセル）、4重加速（クワトロフルアクセル）がある。サテライザーやアーネット、キャシー、ホーリーはこれに特化しているタイプのパンドラである。4重加速時の速さはマッハ2で現在はこれを超えるアクセルターンは確認はされていないとのことだが、ユリアとの戦闘でキャシーが聖痕増幅を併用したキャシーはマッハ3を超えるというアクセルターンの限界速度を遥かに上回る速さを見せた。さらにウェスト演習戦でノヴァの精神浸食を乗り越え覚醒したサテライザーが、5重、6重をも超える“光速アクセル”を見せている。
テンペスト系
テンペストターンの基本は負荷を分身に変換して1度の攻撃速度（＝回数）を増やすというもの。多方向同時攻撃が可能で、その手数（分身数）が増えれば増えるほど防御も回避も困難になる。速度こそアクセル系に到底及ばないが、1対多の状況を自ら容易に作り出せるが故に、対個人戦においては無類の強さを発揮する。アクセルと違い、分身1つ増えるごとに呼び名は変わらないが、世界最高のテンペスト使いシャルルのそれは“テュポン・テンペスト”と呼ばれている。取得者は最低でも3人以上になる分身を出せる模様。ラナやイングリッド、クレオ、シャルルはこれに特化しているタイプのパンドラである。
スティグマ・サテライト・システム(SSS)
ボルトウェポンのタイプの一つで、遠隔攻撃を可能とする。またSSSも複数種類あり、現在はエリザベスの集束光線とユリアの音速波動(ソニックウェーブ)が確認されている。
攻撃のみならず、防御的に運用することも可能で、自身の周囲に攻撃を張り巡らせることで敵の接近を防ぐことができる。ユリアがキャシーに対し展開したディヴィジョンウェーブと、エリザベスがシャルルに対したディヴィジョン・シャワーがそれにあたる。その他、エリザベスのSSSはバリアを展開することができ、第10次ではノヴァフォーム化したパンドラの攻撃を弾いている。しかし、いずれも完璧な防御ではなく、SSSの攻撃より素早い相手には対応できず、バリアも大火力の前では維持できない。
攻撃面においても、エリザベスのSSSは高い攻撃力と精密射撃が可能な一方、狙いをつけるための隙があり、衛星を介した演算抜きでは精密射撃に限界があるという弱点を持つ。
聖痕体
通常よりも特別に聖痕とのシンクロ率が高い特異体質者。聖痕体パンドラだったカズハは普通は2～4個の聖痕を20個以上体で熟成できた。また、カズヤは骨格の30%が聖痕組織という生まれながらの聖痕体。
作戦ポジション
オールラウンダー：全ポジショニングのカバー（代行も可能）、時として小隊の指揮を執る。作中ではシフォンやラナ、イーストのミレーナが担当し、ミレーナは第10次において部隊指揮を執る姿が見られた。
デコイ：ノヴァの攻撃を誘導、攪乱させ隙を作るポジション。
ストライカー：ノヴァの装甲を直接攻撃、破壊しコアを露出させるポジション。作中では破壊力に長けたパンドラであるエリザベスや、イーストのネナ、ジュンが担当していた。
フィニッシャー：露出したコアに決定的な攻撃を加えるポジション。作中ではサテライザー、イーストのキャシーが担当した。
防御機能（バリアシステム）
対ノヴァ新装備。英痕を持つ限られたパンドラにのみ新型パンドラモードがテストで実装されており、それに付随していた新機能。持ち主の1人はシャルル。

### ゼネティックスとシュバリエ
ゼネティックス
異次元体対応作戦学校。ノヴァに対抗する戦士の育成機関。
全寮制の4年制。4年生はシュバリエ予備軍とみなされるため、実質は3年生が中心となって各々のゼネティックスの生徒達を管理している。
日本においてはカズヤたちの所属する「ウェストゼネティックス」と「イーストゼネティックス」があり、また世界の国々でも存在が確認されている。
ゼネティックス生徒＝軍属という扱いになっているためか、在校生徒は学費を含む殆どの個人的な金銭負担は免除されている。また世間一般的には「救世主」として扱われるためか寮の設備などは非常に豪華で、内装は一流ホテル並である。学食も一流ホテル並みの豪華な無料のビュッフェだが、多くの生徒は学食内に出店している有料のバーガークイーン（実在するアメリカのハンバーガーチェーン店バーガーキングのパロディ）に群がる。サテライザーもバーガークイーン派で、大量のハンバーガーを昼食にしている。
性別による特性から考えて、女子生徒＝パンドラ、男子生徒＝リミッターと解釈される。
学年は即ち軍の上下関係に等しいとされ、下級生が上級生に歯向かうことは、規則に明記されてこそいないが、暗黙の了解として認められていない。上級生による反抗的な下級生への制裁も常態化している様子。
ノヴァとの実戦への出動命令が下されるのは最上級の4年生のみとなっているが、実戦参加命令さえ下されれば下級生でもノヴァとの戦闘の参加が認められる。
カーニバル
リミッターを排し、パンドラ個人の純粋な完成度を相対的に判断するための、1対多による公式の集団模擬戦闘大会。実戦を想定しているため、地形の利用はもちろんのこと、罠や妨害、戦闘によって変化する周辺状況の利用、天候を利用しての不意打ち、上位ランカーへの集団での攻撃等あらゆる行為を認めている。カーニバルでの序列がそのまま個人の強さの序列となるため、上位に行くほどパンドラとして優秀と認められる。
初部屋入り
パンドラの先輩が自分のリミッターを選んだ後、自分の部屋に1日招くしきたり。一晩中話し合ったり遊んだりすることで、互いの距離と絆を深める。“弟”に対する一種のサービス。
シュバリエ
意味は「騎士」。対異次元体軍部組織。ゼネティックスの上位組織で、ゼネティックスを卒業したパンドラ達が所属する軍。王侯貴族や軍事複合企業体等が資金援助を行い、緊密な関係を築いている。総司令部はアメリカ・グランドキャニオンにある。
Eパンドラ計画
正式名称「エボリューション・パンドラ」。聖痕適合率が低く本来パンドラには不適な女子を、投薬実験などの人為的処置により通常のパンドラ以上の戦闘能力を持つパンドラに改造する計画。実験対象となるEパンドラにはそれぞれ様々な事情（生活や家族への資金提供、刑罰との引き換えなど）があり、実験参加時に厳しい規約が課されている。
その本来の目的は、「マリア＝ランスロットのクローン量産計画」を隠すための隠れ蓑に過ぎず、実験は最初から失敗することが前提のものだった。

### 特殊なパンドラ
ヴァルキリー
Eパンドラとは全く別に、アオイ＝源吾が“新世代パンドラ”として個人で極秘に進めていた、聖痕適合者では無い一般人をパンドラ化する計画。装備した機械が聖痕を使い捨てで消費することで、一般人でも聖痕の力を使いパンドラとして超人的能力を発揮できる。破壊力、速度、そして重力制御での移動など、パンドラをも驚愕させる性能を見せ、さらにパンドラのボルトウェポン、ボルトテクスチャを超える性能の、パンドラにもいまだに秘匿され供与されていないプラズマウェポン、プラズマテクスチャをも与えられている。聖痕を肉体に植え付けているパンドラのような浸食などのリスクも、一切ない。だが無線聖痕充電プラント“フェイラン”システムの狭い範囲内の外で、手持ちの聖痕カートリッジだけで活動する場合は、出力も5分の1ほどになり、活動時間も短くなってしまう。また、一般人もなれると言っても過酷な訓練が必須であり、それに耐えきれる者は非常に数少ないと思われる。現状では4人のメンバーが正式採用されている。
第13小隊
ヴァルキリーと、ゼネティックス最強の世界5強やサテライザーなどの既存パンドラを混成させた、全く新しい部隊。アオイ＝源吾直々の肝いり部隊で、ウェストゼネティックスに配置された。強力な能力を誇示し非協力的なヴァルキリー達と、既存パンドラ、さらにはウェストの一般在校生達の間に、反目も数多く生じる。そして彼ら3派が参加した初の演習で、突如第12次ノヴァクラッシュが起きてしまう。
レジェンドパンドラ
秘匿されていた、通常のパンドラを数百倍上回る究極の対ノヴァ戦闘兵士。その正体はマリア＝ランスロットの細胞から誕生した複製体。若きアオイ＝源吾が40年以上前に完成させていたものの、あまりの聖痕活性化ゆえパンドラ本人の生命維持すらごく短時間で危うくなり、長年封印せざるを得なかった。第12次ノヴァクラッシュにおいて新たなノヴァに対しヴァルキリーも通常のパンドラも通用しなくなった際、源吾がイ＝スナに命じて復活させ戦線復帰させた。5人が確認されている。源吾からは「我が娘達」と呼ばれ、彼女ら自身は（アオイ＝カズハも含めた）自分達を「姉妹」と言い、カズヤのことを「家族」と呼ぶ。
バスターズ
アオイ＝源吾暗殺のためにラドックス＝ファントムハイムが召集した4人のパンドラのチーム。全員がプラズマスティグマの適合者であり、パンドラの能力や立場を凶悪な犯罪に利用して資格を失った外道。能力だけなら現役シュバリエの順位をひっくり返せる程の存在で、プラズマスティグマにより通常のパンドラの数倍の能力を持ち、更にリミッターの物とは根本的に違う強力なアンチフリージングも備えている。能力は極めて高いが全員がプラズマスティグマの力を過信している上に、自分本位な考えで行動するためにチームとしては欠点が多い。シュバリエから独立した組織の編成を開始した源吾と、そこへ集った者達全員の抹殺を目的に襲撃をかける。
初めの内は圧倒的な力で向かってきたパンドラ達を潰していき、ティシーやサテライザー達も打ち負かすが、それでもレジェンドパンドラには遠く及ばず形勢を逆転される。そこでアンチフリージングで動きを封じようとするが、それによりルシーを除く3人のレジェンドパンドラがノヴァ化した上に複数のパンドラ式ノヴァまでが現れるという、全く予期していなかった最悪の事態となる。
結果、これが原因でそれぞれが勝手な行動を取り始め、チームは崩壊。源吾の暗殺も失敗する。

### ノヴァ
異次元体ノヴァ
N.O.V.A。人類を襲う謎の敵。出現してから一定時間（この時間を残留限界時間と呼ぶ）で自身のコアを自爆させて周囲に壊滅的な物理崩壊を引き起こす。いうなれば放射能の無い自走時限式核爆弾で、2012年から2015年の足掛け4年間に毎年出現し人類を滅亡の淵の一歩手前まで追いやったのを皮切りに、以降襲来時期は多少伸縮するものの、慢性的に出現しては人類に出血を強いている存在。当初、人類は通常兵器を使用してその侵攻を阻もうとしたが、強大なまでのフリージング能力の前にまったくの無力であった。そこで生み出されたのがパンドラである。
前述の通りコアを自爆させて物理崩壊を起こし、広い範囲に被害を出すことから、パンドラ達は最優先で自爆のキーであるコアを潰そうと躍起になるのである。
作中では、主にタイプR (TYPE-RESOLVER) 、タイプS (TYPE-SUPREME) の2種が登場する。だが、第12次ノヴァクラッシュでは人形式（ひとがたしき）と最強のパンドラ式という人間大の新たなノヴァが現れ恐ろしい力を振るうなど、本編中では様々な新型や分類不明のノヴァが襲来する。
ノヴァクラッシュ
異次元体ノヴァの大規模襲来。2065年現在までの間に10回ほど襲来してきており、第8次ノヴァクラッシュは致命的な人材損害を受けたことで知られる。第1次から第9次までは各地域においてタイプSの単体襲来であったが、第10次以降は複数襲来が当たり前になるなど次々と新たなパターンの攻撃や新型の出現などが起こり、被害も甚大なものとなっている。また、出現間隔も非常に狭まっている。それ故人類側もパンドラの人材確保が最優先され、凍結されていたEパンドラ計画の再始動、秘匿されていたヴァルキリー計画の発表やレジェンドパンドラの封印解除などが続々と行われつつある。
2012年 - 2015年：第1次ノヴァクラッシュ…別名4年戦争。毎年1回ノヴァが出現し、戦争状態となった。
20??年 - 20??年：第2次 - 第4次ノヴクラッシュ
2037年：第5次ノヴァクラッシュ
2045年：第6次ノヴァクラッシュ
2053年：第7次ノヴァクラッシュ
2061年：第8次ノヴァクラッシュ…英雄アオイ＝カズハの戦死、および初のノヴァフォームが確認される。
2064年：第9次ノヴァクラッシュ…演習中のウェスト校の未成熟な1年2年が当初戦うことになり、マリンら多数の犠牲者を出す。
2065年：第10次ノヴァクラッシュ…初めて、一地域に4体のタイプS同時出現、およびパンドラに対する侵蝕行為を見せる。
2065年：第11次ノヴァクラッシュ…3体のノヴァ同時出現。うち一体は初めて人間が巨大ノヴァと化したもの。
2065年：第12次ノヴァクラッシュ…ヴァルキリーらが演習中、人工機械のダミーノヴァの聖痕が暴走、本物のノヴァと化し、さらにパンドラ、ヴァルキリーの攻撃が通じない500体以上の膨大な小型ノヴァが出現。封印されていたレジェンドパンドラが出撃した。

## 既刊一覧
フリージング
- 林達永（原作）・金光鉉（作画） 『フリージング』 キルタイムコミュニケーション〈ヴァルキリーコミックス〉、既刊32巻（2018年5月29日現在）
  1. 2007年11月05日発行（2007年10月26日発売）、ISBN 978-4-86032-474-2
  2. 2008年05月07日発行（2008年04月30日発売）、ISBN 978-4-86032-570-1
  3. 2008年11月07日発行（2008年10月30日発売）、ISBN 978-4-86032-650-0
  4. 2009年04月17日発行（2009年04月10日発売）、ISBN 978-4-86032-739-2
  5. 2009年07月21日発行（2009年07月12日発売）、ISBN 978-4-86032-787-3
  6. 2009年11月05日発行（2009年10月28日発売）、ISBN 978-4-86032-829-0
  7. 2010年03月31日発行（2010年03月29日発売）、ISBN 978-4-86032-898-6
  8. 2010年08月30日発行（2010年08月25日発売）、ISBN 978-4-86032-964-8
  9. 2010年11月05日発行（2010年10月27日発売）、ISBN 978-4-86032-993-8
  10. 2011年03月07日発行（2011年02月28日発売）、ISBN 978-4-7992-0029-2
  11. 2011年08月01日発行（2011年07月27日発売）、ISBN 978-4-7992-0108-4
    - 立体マウスパッド付き限定版、同上（同上）、JAN 4560297220391

  12. 2011年11月04日発行（2011年10月27日発売）、ISBN 978-4-7992-0151-0
  13. 2012年03月08日発行（2012年02月29日発売）、ISBN 978-4-7992-0212-8
  14. 2012年05月05日発行（2012年04月27日発売）、ISBN 978-4-7992-0243-2
    - ドラマCD付き限定版、同上（同上）、ISBN 978-4-7992-0244-9

  15. 2012年9月4日発売、ISBN 978-4-7992-0303-3
  16. 2012年11月2日発売、ISBN 978-4-7992-0335-4
  17. 2013年1月29日発売、ISBN 978-4-7992-0377-4
  18. 2013年3月25日発売、ISBN 978-4-7992-0402-3
  19. 2013年5月29日発売、ISBN 978-4-7992-0429-0
  20. 2013年7月27日発売、ISBN 978-4-7992-0454-2
  21. 2013年10月5日発売、ISBN 978-4-7992-0497-9
  22. 2013年12月12日発売、ISBN 978-4-7992-0521-1
  23. 2014年3月29日発売、ISBN 978-4-7992-0562-4
  24. 2014年6月28日発売、ISBN 978-4-7992-0599-0
  25. 2014年10月25日発売、ISBN 978-4-7992-0648-5
  26. 2014年12月24日発売、ISBN 978-4-7992-0675-1
  27. 2015年3月3日発売、ISBN 978-4-7992-0704-8
  28. 2015年8月27日発売、ISBN 978-4-7992-0783-3
  29. 2016年4月27日発売、ISBN 978-4-7992-0892-2
  30. 2016年8月26日発売、ISBN 978-4-7992-0946-2
  31. 2017年9月30日発売、ISBN 978-4-7992-1078-9
  32. 2018年5月29日発売、ISBN 978-4-7992-1151-9

フリージング ファーストクロニクル
- 林達永（原作）・尹載皓（作画） 『フリージング ファーストクロニクル』 キルタイムコミュニケーション〈ヴァルキリーコミックス〉、全1巻
  - 2012年03月08日発行（2012年02月29日発売）、ISBN 978-4-7992-0211-1

フリージング ゼロ
- 林達永（原作）・鄭洙哲（作画） 『フリージング ゼロ』 キルタイムコミュニケーション〈ヴァルキリーコミックス〉、全9巻
  1. 2012年9月4日発売、ISBN 978-4-7992-0304-0
  2. 2013年2月7日発売、ISBN 978-4-7992-0390-3
  3. 2013年6月27日発売、ISBN 978-4-7992-0442-9
  4. 2013年11月29日発売、ISBN 978-4-7992-0509-9
  5. 2014年3月29日発売、ISBN 978-4-7992-0563-1
  6. 2014年7月26日発売、ISBN 978-4-7992-0612-6
  7. 2014年12月25日発売、ISBN 978-4-7992-0676-8
  8. 2015年3月27日発売、ISBN 978-4-7992-0717-8
  9. 2015年10月2日発売、ISBN 978-4-7992-0798-7

フリージング ペアラブストーリーズ
- 林達永（原作）・金素姫（作画） 『フリージング ペアラブストーリーズ』 キルタイムコミュニケーション〈ヴァルキリーコミックス〉、全3巻
  1. 2013年7月27日発売、ISBN 978-4-7992-0455-9
  2. 2013年11月29日発売、ISBN 978-4-7992-0510-5
  3. 2014年3月29日発売、ISBN 978-4-7992-0565-5

## テレビアニメ
スタッフについては、監督に渡部高志やキャラクターデザインに渡辺真由美など、第1期の時点ですでに30年以上のキャリアを持つベテランが起用されている。また、内容についてはパンドラモードの描写を変更したり、回想シーンの矛盾点を解消するなどのアレンジが加えられている。
第1期
テレビアニメ化が2010年8月16日に発表された後、2011年1月から同年4月までAT-Xほかにて放送された。全12話。AT-Xでは年齢制限が課せられているために規制が緩和されているが、映像画角は本編のみ4:3にトリミングされている。地上波ではエログロ描写の一部に規制が加えられているが、映像画角は全編とも16:9のノントリミングとなっている。
2013年9月25日にはBlu-ray BOXが発売された。
第2期
テレビアニメ化が2013年3月27日に発表された後、『フリージング ヴァイブレーション』のタイトルで同年10月から12月までAT-Xほかにて放送された。全12話。エログロ描写については前期と同様にAT-Xでは緩和、地上波では規制となっているが、映像画角はAT-Xも地上波もノントリミングとなっている。

### スタッフ
|                               | 第1期                  | 第2期                                      |
| ----------------------------- | ---------------------- | ------------------------------------------ |
| 原作                          | 林達永、金光鉉         | 林達永、金光鉉                             |
| 監督                          | 渡部高志               | 渡部高志                                   |
| 助監督                        | -                      | 羽多野浩平                                 |
| シリーズ構成                  | 赤星政尚               | 赤星政尚                                   |
| キャラクターデザイン          | 渡辺真由美             | 渡辺真由美                                 |
| 総作画監督                    | 渡辺真由美             | 渡辺真由美                                 |
| 総作画監督                    | -                      | 松本文男（第7話）                          |
| アクション作画監督            | 須賀重行               | 須賀重行                                   |
| 設定デザイン                  | 小林徳光               | きむらひでふみ                             |
| メカデザイン                  | 川原智弘               | 川原智弘                                   |
| 美術監督                      | 桑原悟                 | 諸熊倫子                                   |
| 色彩設定                      | 西表美智代             | 西表美智代                                 |
| 撮影監督                      | 森下成一、斉藤仁       | 武原健二                                   |
| 編集                          | 西山茂                 | 西山茂                                     |
| 音響監督                      | 辻谷耕史               | 辻谷耕史                                   |
| 音楽                          | 横山克                 | 横山克                                     |
| 音楽プロデューサー            | 篠原一雄               | 篠原一雄                                   |
| 音楽プロデューサー            | -                      | 山森篤                                     |
| アニメーション プロデューサー | 安部正次郎             | 安部正次郎                                 |
| プロデューサー                | 田中信作、立崎孝史     | 田中翔、大森悟史 植木達也、横田真吾        |
| プロデュース                  | エスウッド             | エスウッド                                 |
| アニメーション制作            | A・C・G・T             | A・C・G・T                                 |
| 製作                          | フリージング製作委員会 | フリージング ヴァイブレーション 製作委員会 |

### 主題歌
「COLOR」
MARiAによる第1期オープニングテーマ。作詞はA.I、作曲・編曲はtoku。第12話ではEDでも使用。
「君を守りたい」
小林愛香による第1期エンディングテーマ。作詞は稲葉エミ&フリージングプロジェクト、作曲・編曲はYOW-ROW。第12話では不使用。
「AVENGE WORLD」
鈴木このみによる第2期オープニングテーマ。作詞は畑亜貴、作曲・編曲は囚人。第1話ではEDで使用、第12話では不使用。
「世界は疵を抱きしめる」
鈴木このみによる第2期エンディングテーマ。作詞は畑亜貴、作曲・編曲は囚人。第1話では不使用。

### 各話リスト
| 話数       | サブタイトル                                                          | 脚本       | 絵コンテ          | 演出              | 作画監督                                    |
| ---------- | --------------------------------------------------------------------- | ---------- | ----------------- | ----------------- | ------------------------------------------- |
| Episode 01 | Untouchable Queen （接触禁止の女王）                                  | 赤星政尚   | 渡部高志          | 鎌仲史陽          | 福世孝明                                    |
| Episode 02 | Pandora Mode （パンドラモード）                                       | 赤星政尚   | 渡部高志          | 鎌仲史陽          | 安藤正浩                                    |
| Episode 03 | Accelerating Turn （アクセルターン）                                  | 赤星政尚   | 石屋義敏          | 石屋義敏          | 松本文男                                    |
| Episode 04 | Tempest Turn （テンペストターン）                                     | 赤星政尚   | 渡部高志          | 山内東生雄        | 宮田奈保美、亀井大祐 福世孝明               |
| Episode 05 | She is Rana Linchen （彼女の名はラナ＝リンチェン）                    | 吉岡たかを | 鎌仲史陽          | 鎌仲史陽          | 福世孝明、亀井大祐 安藤正浩                 |
| Episode 06 | Machination （策謀）                                                  | 吉岡たかを | 鎌仲史陽          | 鎌仲史陽          | 安藤正浩、福世孝明 亀井大祐、吉田雄一       |
| Episode 07 | Sanction （制裁）                                                     | 吉岡たかを | 園田雅裕          | 下司泰弘          | 小澤円、荒尾英幸 小関雅                     |
| Episode 08 | Pandora Queen （パンドラクイーン）                                    | 吉岡たかを | 石屋義敏          | 大橋明代          | 小沼克介、樋口博美                          |
| Episode 09 | Godspeed of the East （イーストの神速）                               | 赤星政尚   | 園田雅裕          | 園田雅裕          | 福世孝明、安藤正浩 亀井大祐                 |
| Episode 10 | NOVA Form （ノヴァフォーム）                                          | 赤星政尚   | 渡部高志          | しのみやすゆき    | Lee Sung-Jin Park Chang-Hwan NARA ANIMATION |
| Episode 11 | Ambush! Ravensborne Nucleochede （要撃!レベンスボルン・ヌクレオチド） | 赤星政尚   | 渡部高志          | 山内東生雄        | 安藤正浩、福世孝明 樋口博美、森川均         |
| Episode 12 | Satellizer vs.Pandora （サテライザー バーサス パンドラ）              | 赤星政尚   | 鎌仲史陽 渡部高志 | 鎌仲史陽 石屋義敏 | 松本文男、安藤正浩 福世孝明                 |

| 話数       | サブタイトル      | 脚本     | 絵コンテ   | 演出       | 作画監督                                                     |
| ---------- | ----------------- | -------- | ---------- | ---------- | ------------------------------------------------------------ |
| Episode 1  | Pandora Returns   | 赤星政尚 | 渡部高志   | 羽多野浩平 | 福世孝明                                                     |
| Episode 2  | Evolution Pandora | 赤星政尚 | 渡部高志   | 羽多野浩平 | 松本文男                                                     |
| Episode 3  | Mark IV           | 赤星政尚 | 羽多野浩平 | 羽多野浩平 | 山崎淳、福世孝明                                             |
| Episode 4  | Mate              | 赤星政尚 | 渡部高志   | 羽多野浩平 | 福世孝明                                                     |
| Episode 5  | Noblesse Oblige   | 赤星政尚 | 羽多野浩平 | 羽多野浩平 | 牛島勇二、山崎淳                                             |
| Episode 6  | Marionettes       | 赤星政尚 | 鎌仲史陽   | 鎌仲史陽   | 山崎淳、牛島勇二                                             |
| Episode 7  | Spellbound        | 赤星政尚 | 鎌仲史陽   | 鎌仲史陽   | 古澤貴文                                                     |
| Episode 8  | Rebellion         | 赤星政尚 | 羽多野浩平 | 羽多野浩平 | 小山知洋                                                     |
| Episode 9  | Traitor           | 赤星政尚 | 石井高士   | 西村博昭   | Eum ik hyun Park myeong hun Lee joung kyoung Park chang hwan |
| Episode 10 | True Pandora      | 赤星政尚 | 渡部高志   | 山内東生雄 | 福世孝明、牛島勇二                                           |
| Episode 11 | Nova Crash        | 赤星政尚 | 渡部高志   | 山内東生雄 | 古澤貴文、福世孝明                                           |
| Episode 12 | Shaft of Light    | 赤星政尚 | 渡部高志   | 羽多野浩平 | 福世孝明、牛島勇二 古澤貴文                                  |

- （）は予告時のタイトルコール。

### 放送局
| 放送地域 | 放送局     | 放送期間                | 放送日時                     | 放送系列                                 | 備考                                                                             |
| -------- | ---------- | ----------------------- | ---------------------------- | ---------------------------------------- | -------------------------------------------------------------------------------- |
| 日本全域 | AT-X       | 2011年1月8日 - 4月9日   | 土曜 9:30 - 10:00            | CS放送                                   | 製作委員会参加 視聴年齢制限あり リピート放送あり                                 |
| 千葉県   | チバテレビ | 2011年1月10日 - 4月11日 | 月曜 0:30 - 1:00（日曜深夜） | 独立局                                   |                                                                                  |
| 神奈川県 | tvk        | 2011年1月10日 - 4月11日 | 月曜 1:30 - 2:00（日曜深夜） | 独立局                                   |                                                                                  |
| 埼玉県   | テレ玉     | 2011年1月11日 - 4月12日 | 火曜 1:00 - 1:30（月曜深夜） | 独立局                                   |                                                                                  |
| 東京都   | TOKYO MX   | 2011年1月12日 - 4月13日 | 水曜 1:30 - 2:00（火曜深夜） | 独立局                                   |                                                                                  |
| 愛知県   | テレビ愛知 | 2011年1月12日 - 4月13日 | 水曜 1:58 - 2:28（火曜深夜） | テレビ東京系列                           |                                                                                  |
| 兵庫県   | サンテレビ | 2011年1月13日 - 4月14日 | 木曜 2:10 - 2:40（水曜深夜） | 独立局                                   |                                                                                  |
| 韓国全域 | ANIPLUS    | 2011年1月14日 - 4月15日 | 金曜 23:30 - 土曜 0:00       | CS放送、IP放送 ケーブルテレビ ネット配信 | 19歳以上視聴可で放送 韓国語字幕あり 第1話のみ23:00 - 23:30 3月18日、4月8日は休み |
| 日本全域 | BS11       | 2013年7月12日 - 9月27日 | 金曜 3:00 - 3:30（木曜深夜） | BS放送                                   | 『ANIME+』枠 映像は地上波と同じ                                                  |

| 放送地域 | 放送局        | 放送期間                       | 放送日時                     | 放送系列                                 | 備考                                             |
| -------- | ------------- | ------------------------------ | ---------------------------- | ---------------------------------------- | ------------------------------------------------ |
| 日本全域 | AT-X          | 2013年10月4日 - 12月20日       | 金曜 21:30 - 22:00           | CS放送                                   | 製作委員会参加 視聴年齢制限あり リピート放送あり |
| 東京都   | TOKYO MX      | 2013年10月5日 - 12月21日       | 土曜 1:00 - 1:30（金曜深夜） | 独立局                                   |                                                  |
| 韓国全域 | ANIPLUS       | 2013年10月9日 - 12月25日       | 水曜 0:00 - 0:30（火曜深夜） | CS放送、IP放送 ケーブルテレビ ネット配信 | 19歳以上視聴可で放送 韓国語字幕あり              |
| 兵庫県   | サンテレビ    | 2013年10月9日 - 12月25日       | 水曜 1:30 - 2:00（火曜深夜） | 独立局                                   |                                                  |
| 愛知県   | テレビ愛知    | 2013年10月9日 - 12月25日       | 水曜 3:05 - 3:35（火曜深夜） | テレビ東京系列                           |                                                  |
| 日本全域 | BS11          | 2013年10月11日 - 12月27日      | 金曜 0:30 - 1:00（木曜深夜） | BS放送                                   | 『ANIME+』枠                                     |
| 日本全域 | dアニメストア | 2013年10月25日 - 2014年1月10日 | 金曜 12:00 更新              | ネット配信                               |                                                  |

### BD / DVD
| 巻 | 発売日        | 収録話                 | 規格品番  | 規格品番  |
| 巻 | 発売日        | 収録話                 | BD        | DVD       |
| -- | ------------- | ---------------------- | --------- | --------- |
| 1  | 2011年3月30日 | Episode 1、Episode 2   | ZMXZ-7011 | ZMBZ-7001 |
| 2  | 2011年4月27日 | Episode 3、Episode 4   | ZMXZ-7012 | ZMBZ-7002 |
| 3  | 2011年5月25日 | Episode 5、Episode 6   | ZMXZ-7013 | ZMBZ-7003 |
| 4  | 2011年6月22日 | Episode 7、Episode 8   | ZMXZ-7014 | ZMBZ-7004 |
| 5  | 2011年7月27日 | Episode 9、Episode 10  | ZMXZ-7015 | ZMBZ-7005 |
| 6  | 2011年8月24日 | Episode 11、Episode 12 | ZMXZ-7016 | ZMBZ-7006 |

| 巻 | 発売日         | 収録話                | 規格品番  | 規格品番  |
| 巻 | 発売日         | 収録話                | BD        | DVD       |
| -- | -------------- | --------------------- | --------- | --------- |
| 1  | 2013年12月25日 | Episode 1、Episode 2  | ZMXZ-9041 | ZMBZ-9051 |
| 2  | 2014年1月29日  | Episode 3、Episode4   | ZMXZ-9042 | ZMBZ-9052 |
| 3  | 2014年2月26日  | Episode 5、Episode6   | ZMXZ-9043 | ZMBZ-9053 |
| 4  | 2014年3月26日  | Episode 7、Episode8   | ZMXZ-9044 | ZMBZ-9054 |
| 5  | 2014年4月25日  | Episode 9、Episode10  | ZMXZ-9045 | ZMBZ-9055 |
| 6  | 2014年5月28日  | Episode 11、Episode12 | ZMXZ-9046 | ZMBZ-9056 |

#### 映像特典
第1期
『はじけちゃう! ドキドキトラブル♥フリージング』のタイトルで、DVD/BD各巻に収録の短編OVA。レンタル版には未収録。
第2期
『震えちゃう♥フリージング ヴァイブレーションOVA』のタイトルで、DVD/BD各巻に収録の短編映像。
| 話数  | サブタイトル                              | 脚本       | 絵コンテ          | 演出       | 作画監督 | 総作画監督 |
| ----- | ----------------------------------------- | ---------- | ----------------- | ---------- | -------- | ---------- |
| Vol.1 | 接触したいの♥メガネっ娘サテライザー       | 赤星政尚   | 渡部高志          | 山内東生雄 | 古澤貴文 | 渡辺真由美 |
| Vol.2 | 秘密がいっぱい♥初部屋入り                 | 赤星政尚   | 石屋義敏 渡部高志 | 山内東生雄 | 古澤貴文 | 渡辺真由美 |
| Vol.3 | 見えちゃうの♥過激すぎる身体測定           | 吉岡たかを | 石屋義敏 渡部高志 | 山内東生雄 | 古澤貴文 | 渡辺真由美 |
| Vol.4 | ゼネティックス水泳大会♥ポロリもあるよ     | 吉岡たかを | 石屋義敏 渡部高志 | 山内東生雄 | 古澤貴文 | 渡辺真由美 |
| Vol.5 | 見ちゃだめ♥パンドラ達の生着替え           | 吉岡たかを | 石屋義敏 渡部高志 | 山内東生雄 | 古澤貴文 | 渡辺真由美 |
| Vol.6 | 暴走フリージング♥お姉さまたちの吐息が一杯 | 赤星政尚   | 石屋義敏 渡部高志 | 山内東生雄 | 古澤貴文 | 渡辺真由美 |

| 話数 | サブタイトル                                        | 脚本     | 絵コンテ | 演出       | 作画監督 | 総作画監督 |
| ---- | --------------------------------------------------- | -------- | -------- | ---------- | -------- | ---------- |
| 1    | 震えちゃう♥フリージング ヴァイブレーションOVA Vol.1 | 赤星政尚 | 渡部高志 | 山内東生雄 | 牛島勇二 | 渡辺真由美 |
| 2    | 震えちゃう♥フリージング ヴァイブレーションOVA Vol.2 | 赤星政尚 | 渡部高志 | 羽多野浩平 | 牛島勇二 | 渡辺真由美 |
| 3    | 震えちゃう♥フリージング ヴァイブレーションOVA Vol.3 | 赤星政尚 | 渡部高志 | 羽多野浩平 | 牛島勇二 | 渡辺真由美 |
| 4    | 震えちゃう♥フリージング ヴァイブレーションOVA Vol.4 | 赤星政尚 | 渡部高志 | 山内東生雄 | 牛島勇二 | 渡辺真由美 |
| 5    | 震えちゃう♥フリージング ヴァイブレーションOVA Vol.5 | 赤星政尚 | 渡部高志 | 山内東生雄 | 牛島勇二 | 渡辺真由美 |
| 6    | 震えちゃう♥フリージング ヴァイブレーションOVA Vol.6 | 赤星政尚 | 渡部高志 | 羽多野浩平 | 牛島勇二 | 渡辺真由美 |

## Web配信企画

### インターネットラジオ
2010年12月10日から2011年5月13日までHiBiKi Radio Stationで、インターネットラジオ『橘田いずみと内田彩のフリージング ウエストミドルフィールド ゼネティックス学園分校!!』が毎月第2金曜日に配信された（全6回）。
パーソナリティ
- 橘田いずみ（クレオ＝ブランド役）
- 内田彩（ティシー＝フェニール役）

ゲスト
- #1,#6（2010年12月10日、2011年5月13日） - 能登麻美子（サテライザー＝エル＝ブリジット役）
- #2（2011年1月14日） - 喜多村英梨（ガネッサ＝ローランド役）
- #3（2011年2月11日） - MARiA（OP歌手）
- #4（2011年3月11日） - 小林愛香（ED歌手）、花澤香菜（ラナ＝リンチェン役）
- #6（2011年5月13日） - 釘宮理恵（キャシー＝ロックハート役）

### インターネット動画
アニメ化を記念して公式サイトおよびYouTubeで全編実写の特別動画企画『フリージング ゼネティックスTV』を配信。パーソナリティーは能登麻美子と花澤香菜で、2人のトークがメイン。第1回、第2回は2010年12月10日配信、第3回は12月21日配信、第4回は2011年1月13日配信、第5回は1月27日配信、第6回は2月9日配信、第7回は2月23日配信、第8回は3月10日配信。主なロケ地は銀座、韓国料理屋、浅草、東京ドイツ村。
2013年の第1期再放送に合わせ、『ゼネティックスTVぷち』をAT-Xのおまけ放送として放送。出演は、三森すずこ、寺川愛美、橘田いずみ。
第2期に合わせ、『フリージング ゼネティックスTV ヴァイブレーション』を配信。パーソナリティーは能登麻美子と花澤香菜。2013年10月1日に#1、10月7日に#2、10月21日に#3、10月28日に#4、11月13日に#5、11月18日に#6を配信。主なロケ地は東京ソラマチ。

## ソーシャルゲーム
女神乱戦☆ビーナスマスター!
2012年11月30日サービス開始。iOS / Android用アプリゲーム。初期画面の属性選択に『ハイスクールD×D』・『百花繚乱 SAMURAI GIRLS』・『フリージング』が選択でき、カードが登場している。ゲームの内容は召喚士「ビーナスマスター」となって悪の組織「ダークヴィナス」を美戦士（ビーナス）の力で撃破するというもの。2014年10月31日サービス終了。
フリージングヴァイブレーション 聖痕の翼
2016年4月14日サービス開始。スマートフォン用アプリゲーム。強力な力を持つ少女たちが人類を滅亡に追いやる敵「ノヴァ」に立ち向かうというもの。演出にアニメの名シーンが再現されたり、アニメには登場していない衣装の描き下ろしイラストも多数登場するなどしている。2017年2月28日サービス終了。
フリージング エクステンション
2018年8月23日サービス開始。iOS / Android用アプリゲーム。声優陣はテレビアニメ版から変更が行われている。2019年10月31日サービス終了。